# Uffizien/Sammlung

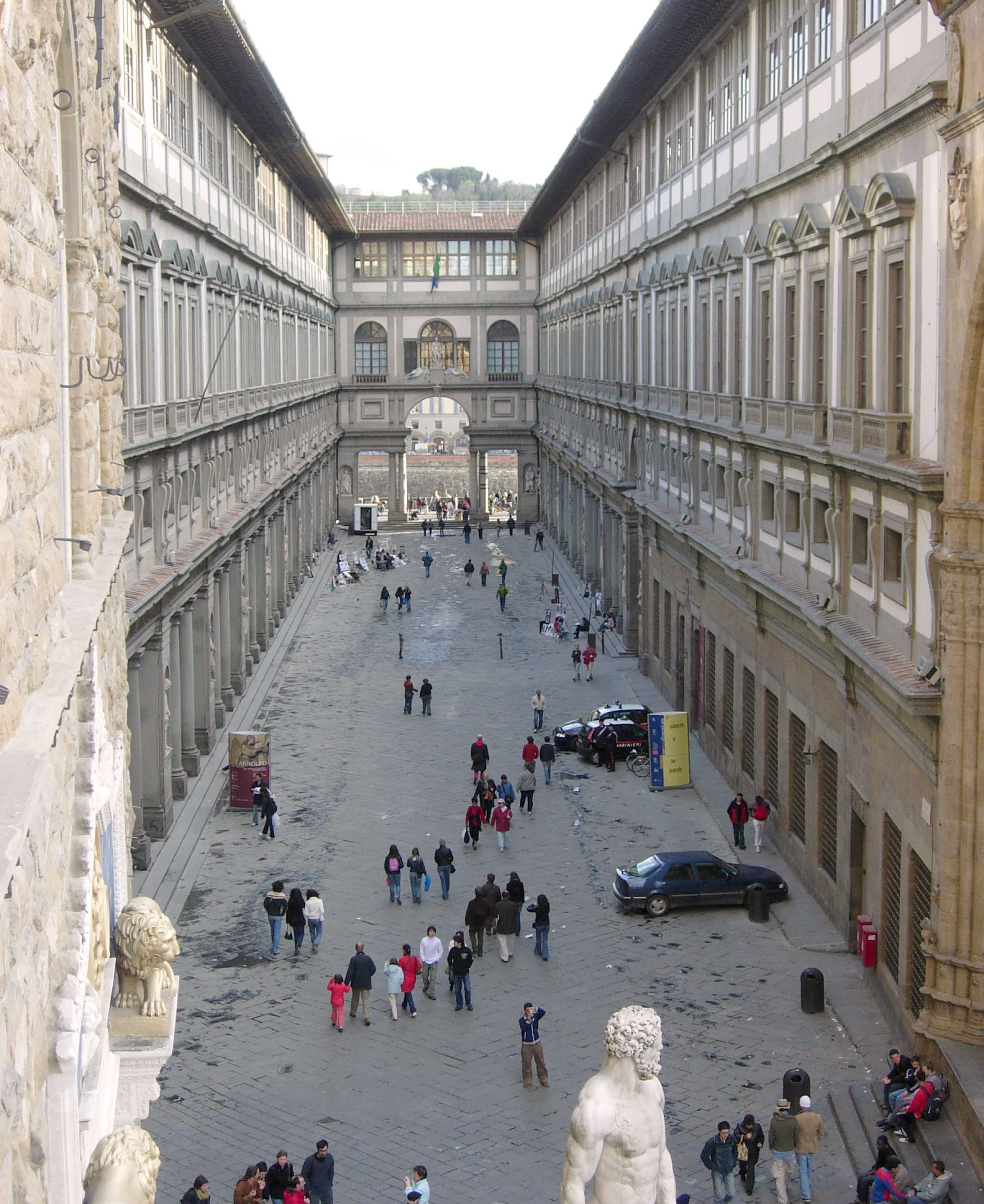
Galleria degli Uffizi

Sammlung der Galleria degli Uffizi (ein Kunstmuseum in Florenz) nach Räumen geordnet:

## Vestibül

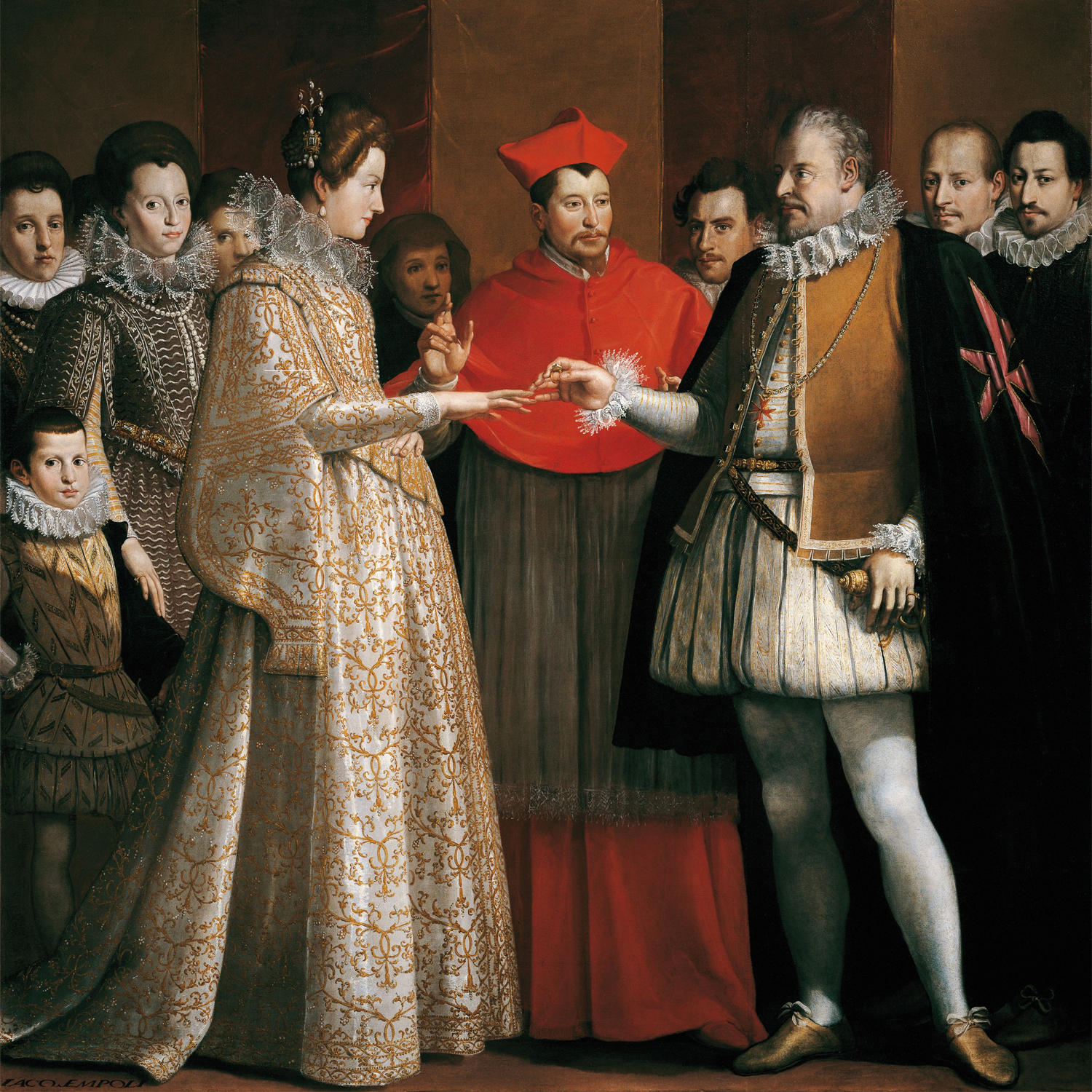
Jacopo da Empoli: Hochzeit Maria de’ Medicis mit Heinrich IV. von Bourbon

- Francesco Carradori – Büste des Pietro Leopoldo di Lorena
- Ottavio Giovannozzi – Büste des Lorenzo il Magnifico, 1825
- Giambologna – Büste des Cosimo I. de’ Medici, um 1563
- Domenico Poggini – Büste des Francesco I. de’ Medici, um 1564
- Tommaso Fedeli (zugeschrieben) – Büste des Ferdinando I. de’ Medici, Anfang 17. Jh.
- Tommaso Fedeli – Büste des Cosimo II. de’ Medici, 1624
- Giovanni Battista Foggini – Büste der Maria Magdalena von Österreich, um 1684
- Raffaello Curradi – Büste des Ferdinando II. de’ Medici, vor 1638
- Giovanni Battista Foggini – Büste der Vittoria della Rovere, nach 1680
- Toskanische Schule – Büste des Kardinals Leopoldo de’ Medici, Mitte des 17. Jhs.
- Antonio Montauti – Büste des Gian Gastone de’ Medici, um 1724
- Stefano Ricci – Büste des Ferdinand III. von Toskana
- Sarkophag Apollon und die Musen, 2. Jahrhundert
- Sarkophag mit Triumph des Dionysos und der Ariadne, 2. Jahrhundert
- Sarkophag mit Sturz des Phaeton und Zirkusspielen, 2. Jahrhundert
- Sarkophag mit Phaidra und Hippolytos, 2.–3. Jahrhundert
- Panzerstatue mit Portraitkopf des Trajan, 2. Jahrhundert
- Togastatue mit Portraitkopf, 2. Jahrhundert
- Togastatue mit Portraitkopf des Augustus, 1. Jahrhundert
- Statue des Apollo im Schlaf
- Skulptur eines Molosserhundes
- Pilaster mit Waffendarstellungen, 2. Jahrhundert
- Jacopo da Empoli – Hochzeit Maria de’ Medicis mit Heinrich IV. von Bourbon

## Korridor Ost
(Corridoio est / Corridoio di Levante)

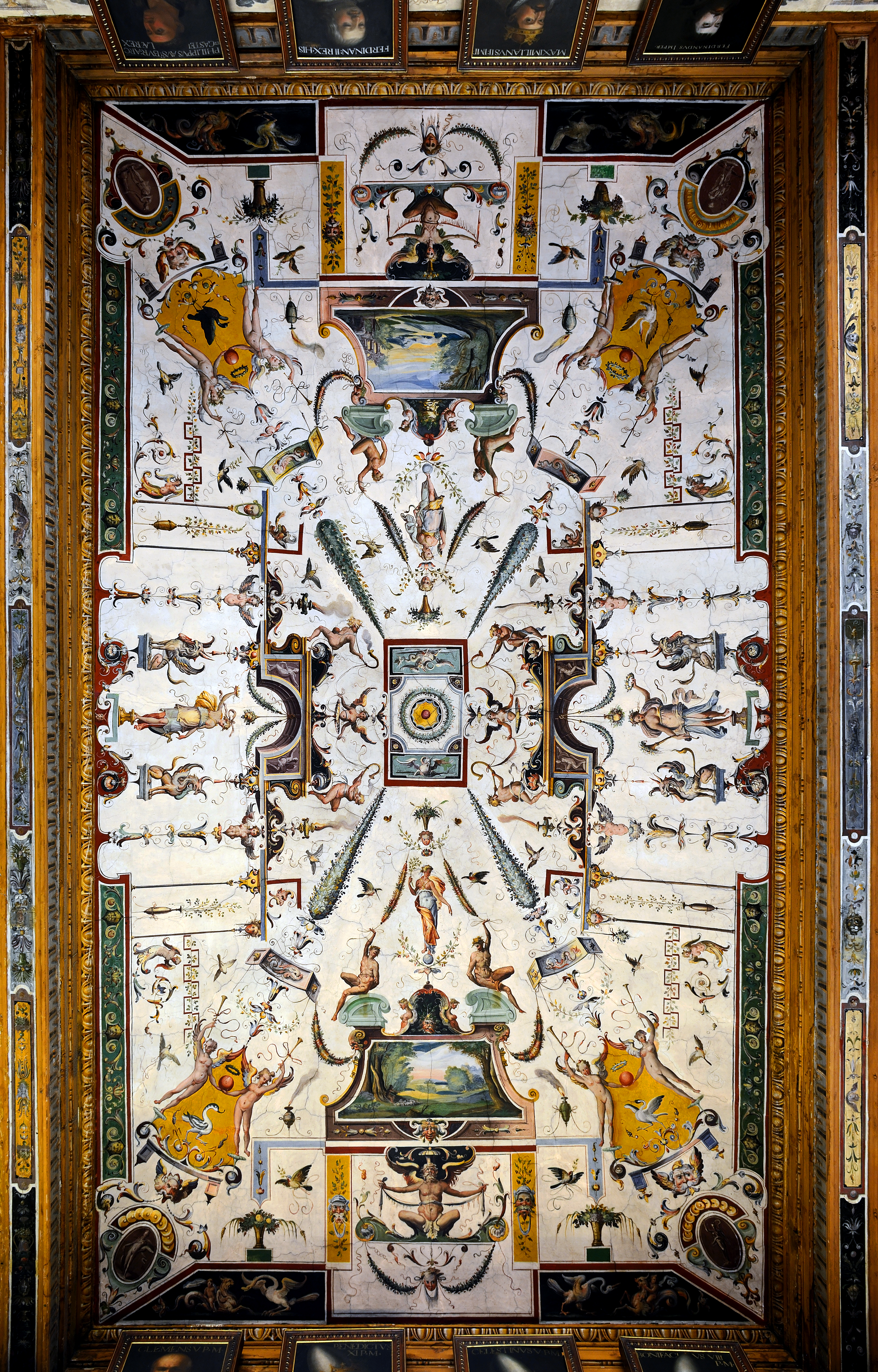
Fresko von Alessandro Allori in einem der Korridore (um 1560)

Hier befinden sich 6 Fresken von Alessandro Allori aus der Zeit des Manierismus, die Groteske enthalten:

| Lage                    | Bezeichnung                                      | Fertigstellung | Anmerkungen |
| ----------------------- | ------------------------------------------------ | -------------- | ----------- |
| Veduta della campata 22 | Imprese Medici Cappello con divinità del cielo   | 1581           |             |
| Veduta della campata 26 | Amicizia                                         | 1581           |             |
| Veduta della campata 27 | Fatica con Atlante che regge il cielo e la terra | 1581           |             |
| Veduta della campata 29 | Pecunia                                          | 1581           |             |
| Veduta della campata 43 | La Melanconia e la sua cura                      | 1581           |             |
| Veduta della campata 46 | Armonia e Virtù, Fato e Fortuna                  | 1581           |             |

### Vasarikorridor

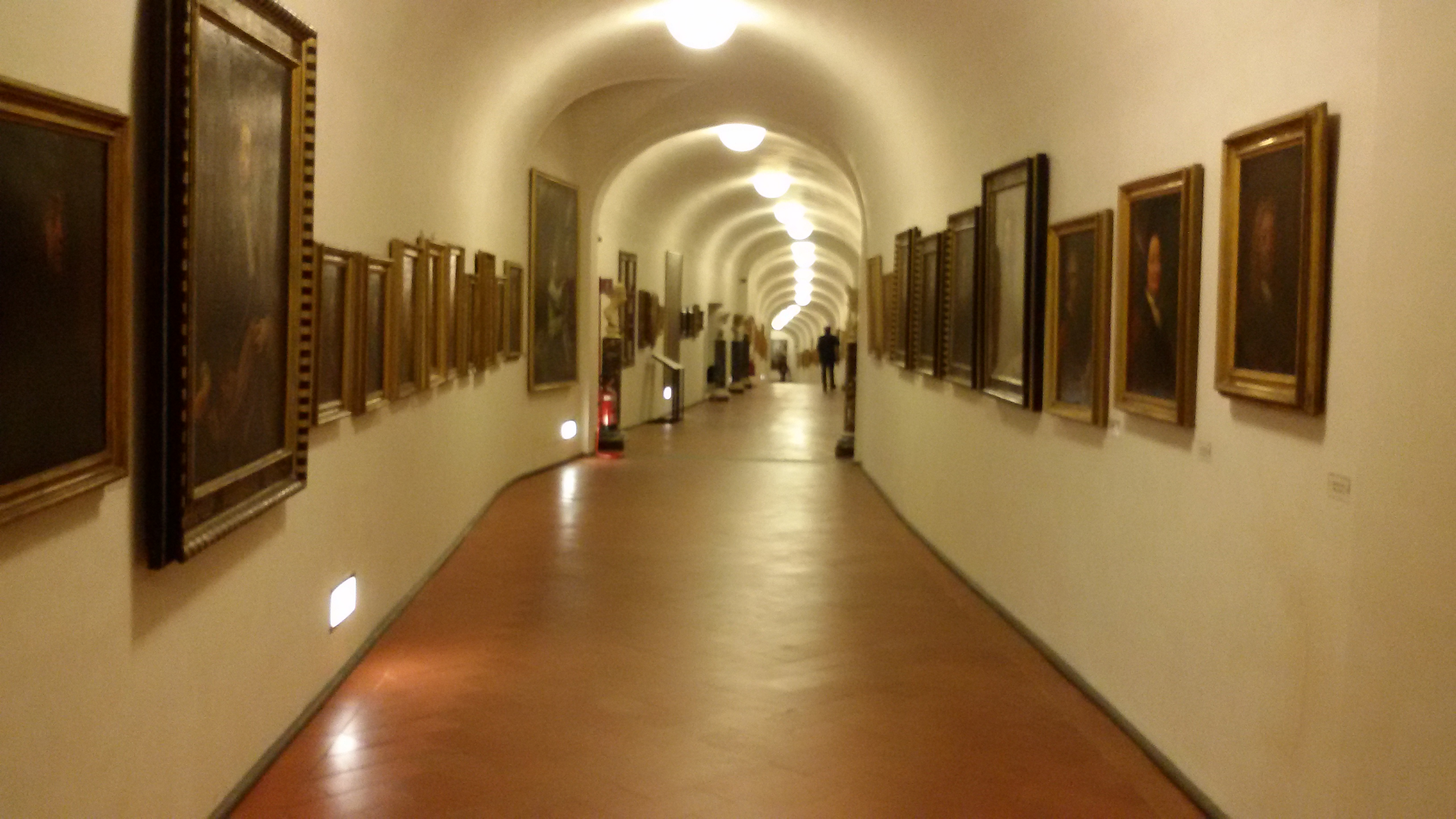
Vasarikorridor

(Corridoio Vasariano)

## Saal I
(Saal I Archäologie)
- Torso eines Kentauren mit seinen Händen auf dem Rücken gefesselt, 2. Jahrhundert
- Kleomenes – Rundaltar mit Opfer der Iphigenie, 1. Jahrhundert v. Chr.
- Torso des Doryphoros, 1. Jahrhundert
- Grabaltar des Claudius Fortunatus, 1. Jahrhundert
- Gipsabguss eines Reliefs der Ara Pacis Augustae mit Darstellung der Tellus, ehemals in den Uffizien
- Relief mit Eroten mit Rüstung, 44
- Parasta, 30–50
- Relief mit Eroten mit Blitz, 44
- Porträt einer Vestalin, 120–130 n. Chr.
- Porträt des Cicero, Mitte 1. Jh. n. Chr.
- Rilievo con la raffigurazione di una bottega di stoffe, um 50
- Relief mit Opferdarstellung, 1. Hälfte 2. Jh. n. Chr.
- Rilievo con la raffigurazione di una bottega di cuscini, um 50
- Gruppo raffigurante Ermafrodito e Pan, 2. Jahrhundert
- Grabaltar der Hateria Superba
- Rilievo con viandante, 2. Jahrhundert
- Torso con pelle di satiro, 1. Jahrhundert
- Grabaltar des Freigelassenen Marcus Ulpius Verna, 1. Hälfte 2. Jh.
- Porträt eines Athleten, sogenannter Alkibiades,1. Jahrhundert
- Sarkophagfront mit Meeresthiasos, 200–250 v. Chr.
- Neoattisches Relief mit Niken, die einen Stier zum Opfer führen, 1. Jahrhundert v. Chr.
- Neoattisches Relief mit Mänadenthiasos, 1. Jahrhundert v. Chr.
- Relief mit Darstellung einer Biga, um 400 v. Chr.
- Relief mit Darstellung des Tempels der Vesta auf dem Palatin, Ende 1./Anfang 2. Jahrhundert
- Gipsabguss eines Reliefs der Ara Pacis Augustae mit Darstellung einer Opferprozession, ehemals in den Uffizien
- Clipeusrelief mit Kopf des Ammon, 2. Jahrhundert
- Gipsabguss eines Reliefs der Ara Pacis Augustae mit Darstellung einer Prozession mit Augustus, ehemals in den Uffizien
- Pseudoantikes Relief mit dem opfernden Aeneas
- Relief mit tanzenden Frauen, 1. Jahrhundert
- Sarkophagfront mit den Taten des Herakles, 2. Jahrhundert
- Sarkophagfront mit Meeresthiasos, 150–200
- Herme des Chrysipp, 2. Jahrhundert
- Bildnis eines Philosophen, sogenannter Aratos, 1. Jahrhundert v. Chr.
- Herme eines Philosophen, sogenannter Karneades, 2. Jahrhundert

## Saal A3, Gemälde 13. Jahrhundert

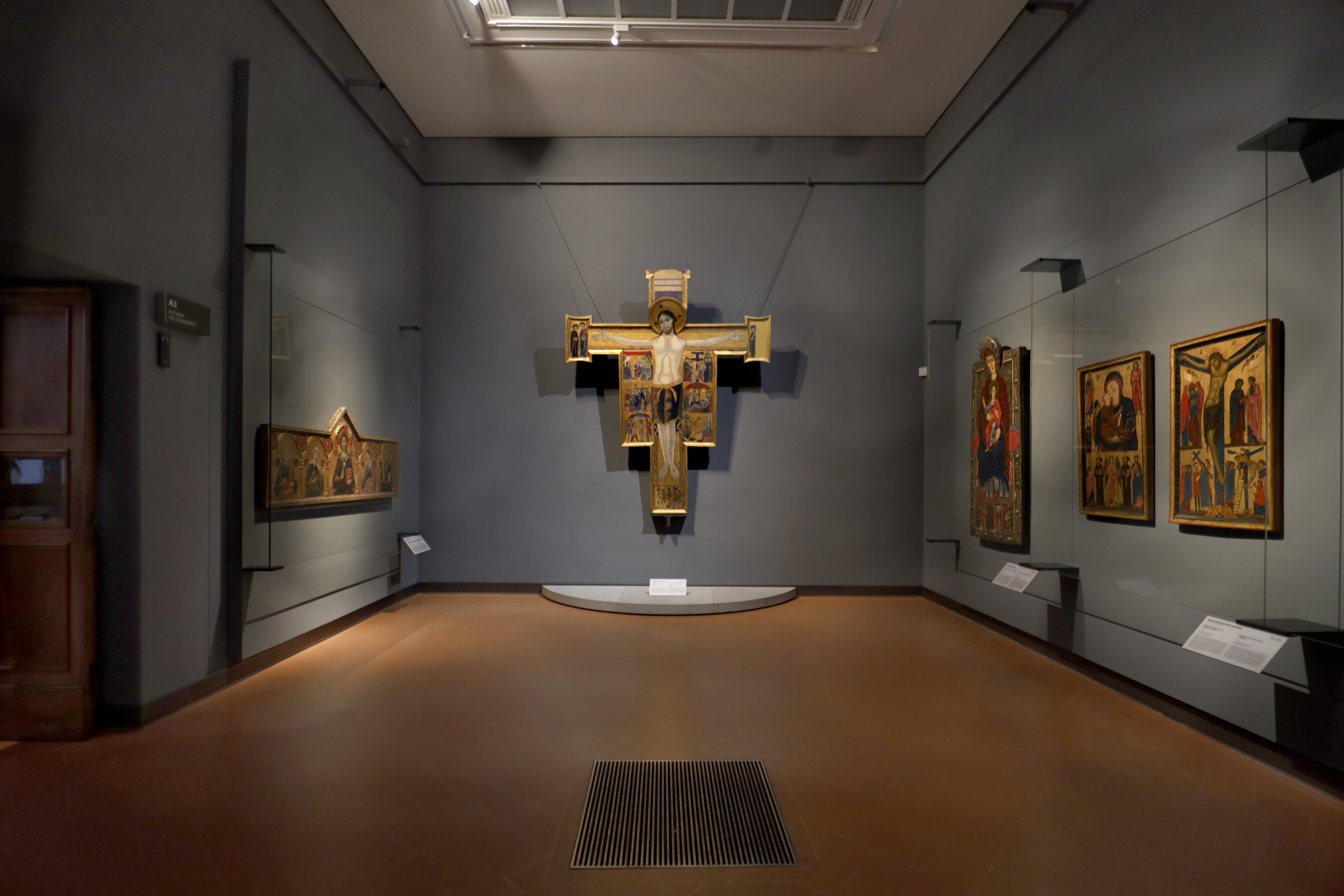

- Bonaventura Berlinghieri – Diptychon von Madonna mit Kind und Kreuzigung, um 1255
- Maestro della Croce n. 432 – Kreuz n. 432 mit Erzählungen der Passion und Auferstehung, um 1175–1200
- Maestro della Croce n. 434 – Kreuz n. 434 mit Passionserzählungen, um 1250
- Meister von Greve – Madonna di Casale, um 1210–1215
- Meister des Bigallo-Kruzifixes – Thronende Madonna mit Kind und zwei Engeln, um 1230
- Meister der Magdalena – Heiliger Lukas, um 1280–1285
- Meliore di Jacopo – Der Erlöser zwischen den heiligen Petrus, Jungfrau Maria, Johannes dem Evangelisten und Paulus, 1271

## Saal A4, Giotto - Cimabue

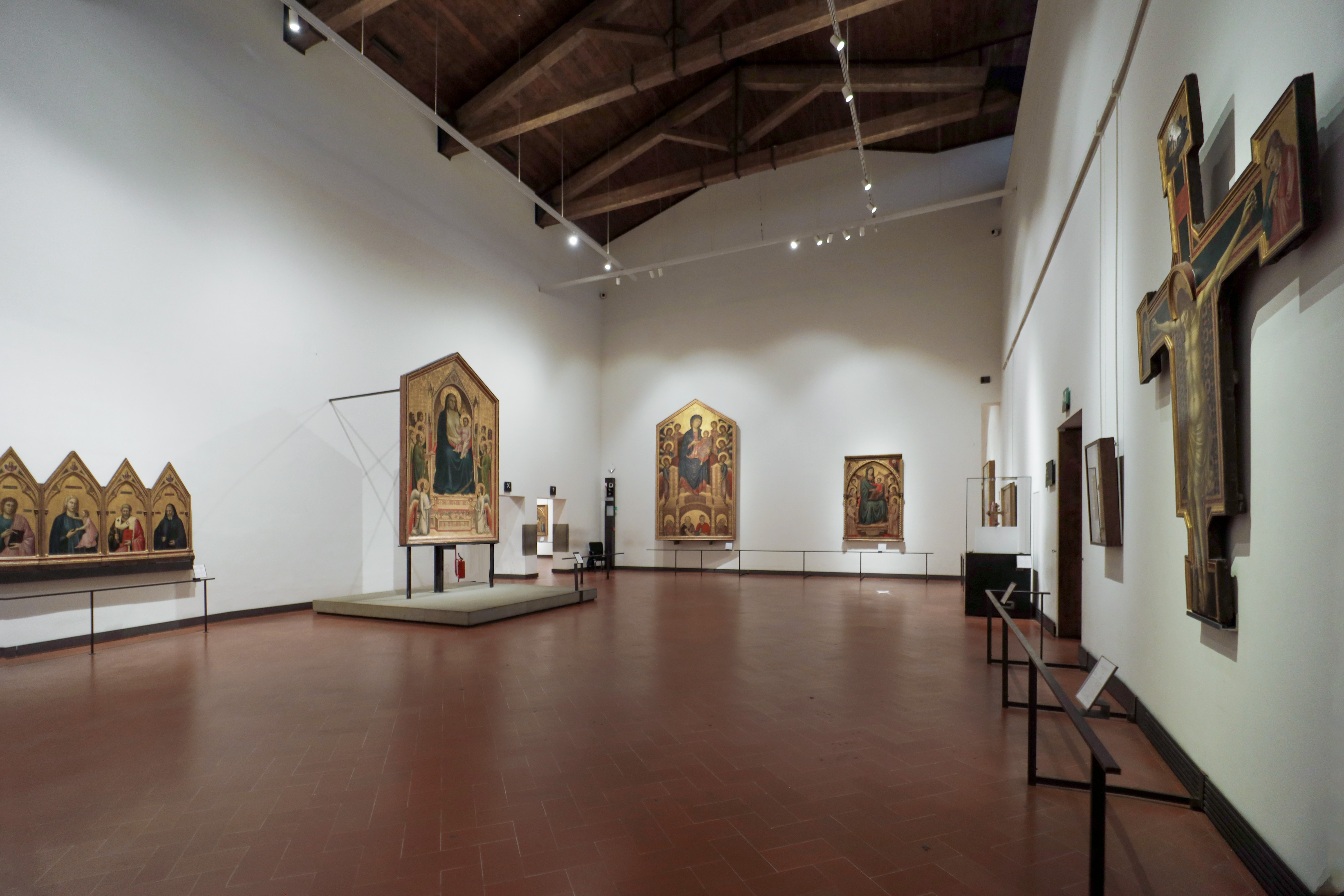

- Cimabue – Maestà di Santa Trinita aus der Kirche Santa Trinita, um 1280–1290
- Duccio di Buoninsegna – Madonna Rucellai, 1285
- Giotto – Badia-Polyptychon (aus der Badia Fiorentina), um 1300
- Giotto – Ognissanti-Madonna, um 1310
- Meister der Heiligen Cäcilie – Heilige Cäcilie und Szenen aus ihrem Leben

## Saal 3
(13. Jahrhundert Siena)
- Pietro Lorenzetti – Madonna in trono col Bambino tra otto angeli, 1340
- Pietro Lorenzetti – Polittico della beata Umiltà, 1340 circa
- Ambrogio Lorenzetti – Trittico di San Procolo, 1332
- Ambrogio Lorenzetti – Storie di san Nicola, 1327–1332 circa
- Ambrogio Lorenzetti – Presentazione al Tempio, 1342
- Andrea Vanni – Madonna col Bambino, 1390–1400 circa
- Simone Martini e Lippo Memmi – Annunciazione con i santi Ansano e Margherita, 1333
- Simone dei Crocifissi – Natività, 1390 circa
- Niccolò di Buonaccorso – Presentazione della Vergine al Tempio, 1380 circa

## Saal 4
(Sala 4 del Trecento fiorentino)
- Giovanni da Milano – Polittico di Ognissanti, 1360 circa
- Andrea Orcagna – Trittico di san Matteo, 1367–1368 circa
- Bernardo Daddi – Polittico di San Pancrazio, ante 1338
- Bernardo Daddi – Trittico di Ognissanti, 1328
- Bernardo Daddi – Madonna col Bambino, angeli e santi, 1334
- Giottino – Pietà di San Remigio, 1360–1365 circa
- Taddeo Gaddi – Madonna in trono col Bambino, angeli e sante, 1355
- Nardo di Cione – Cristo crocifisso con i dolenti e santi, 1350 circa
- Jacopo del Casentino – Trittico della Madonna in trono col Bambino, angeli e santi, 1325–1330 circa
- Pacino di Buonaguida – Altarolo con la Crocifissione, Madonna e santi, 1300–1315 circa
- Maestro della Santa Cecilia – Santa Cecilia e storie della sua vita, nach 1304

## Saal 5–6
(Sala 5–6 del Gotico internazionale)

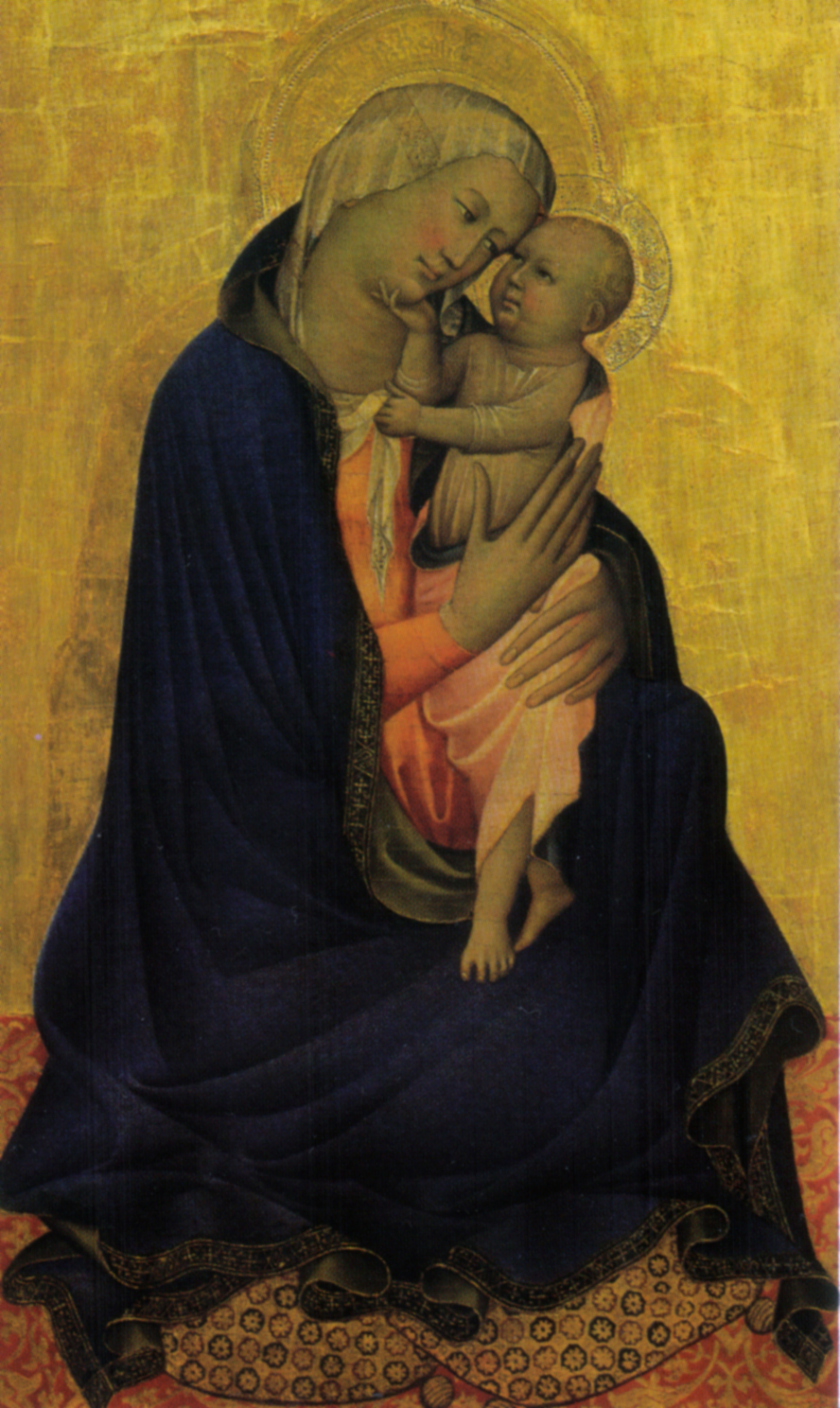
Gherardo Starnina: Madonna dell'Umiltà

- Lorenzo Monaco – Incoronazione della Vergine, 1414
- Lorenzo Monaco – Adorazione dei Magi, 1420–1422
- Giovanni di Paolo – Madonna col Bambino e santi, 1445
- Agnolo Gaddi – Crocifissione, 1390–1396 circa
- Jacopo Bellini – Madonna col Bambino, 1450
- Gentile da Fabriano – Adorazione dei Magi, 1423
- Gentile da Fabriano – quattro scomparti del Polittico Quaratesi con Santi, 1425
- Gherardo Starnina – Madonna dell’Umiltà, 1403
- Beato Angelico (attribuzione) – Tebaide, 1418–1420 circa
- Masolino da Panicale o Pesello – Madonna dell’Umiltà, vor 1423

## Saal 7
(Sala 7 del primo Rinascimento)

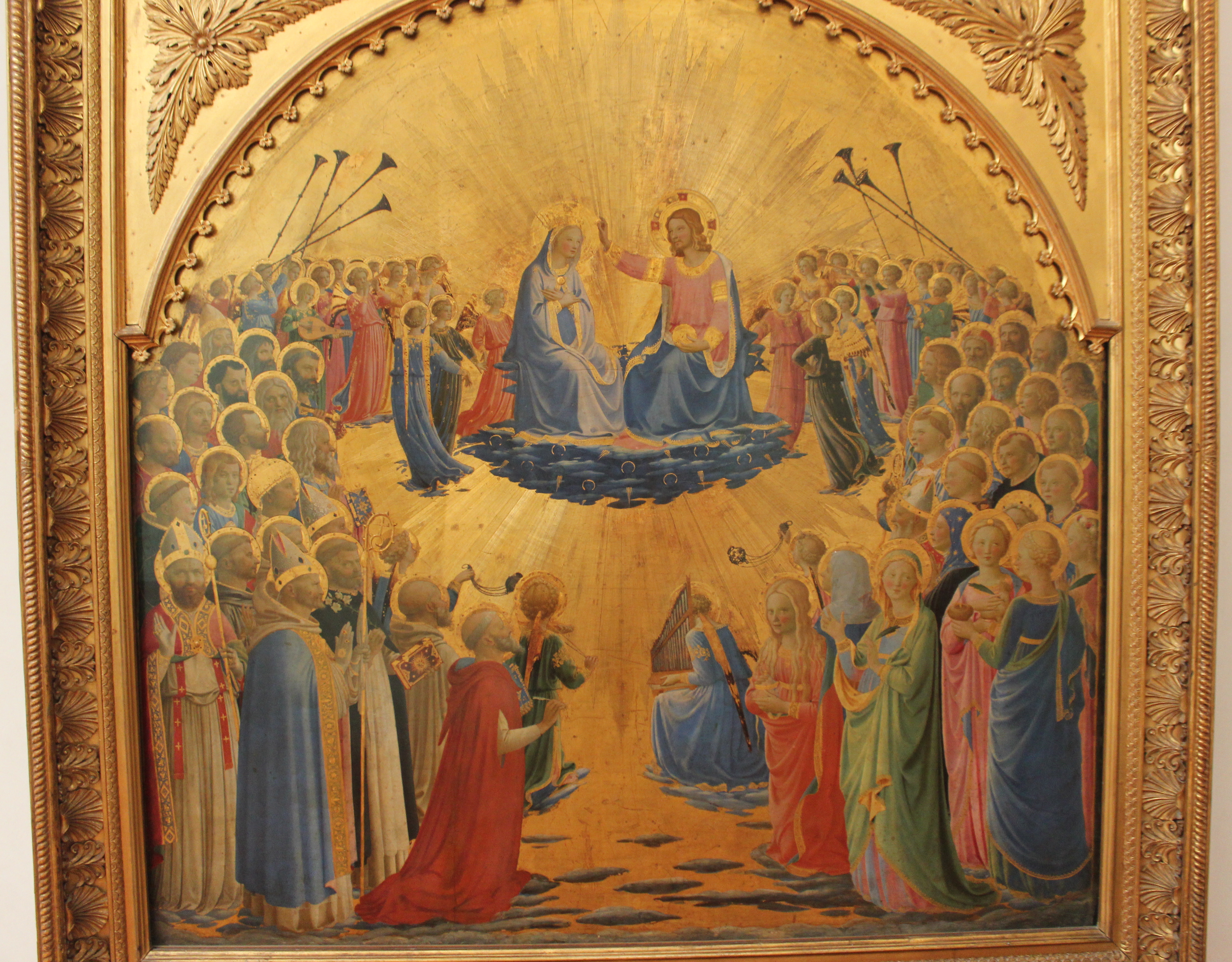
Fra Angelico: Marienkrönung (Incoronazione della Vergine)

- Paolo Uccello – Battaglia di San Romano, 1438
- Paolo Uccello – Santa monaca con due fanciulle, 1440–1445
- Masaccio – Madonna del solletico (fronte) e Stemma del cardinale Antonio Casini (retro), 1426–1427
- Masolino e Masaccio – Sant’Anna Metterza, 1424–1425
- Domenico Veneziano – Pala di Santa Lucia de' Magnoli, 1445
- Fra Angelico – Madonna di Pontassieve, 1435 circa
- Fra Angelico – Marienkrönung (Incoronazione della Vergine), 1432 circa

## Saal 8
(Sala 8 dei Lippi)

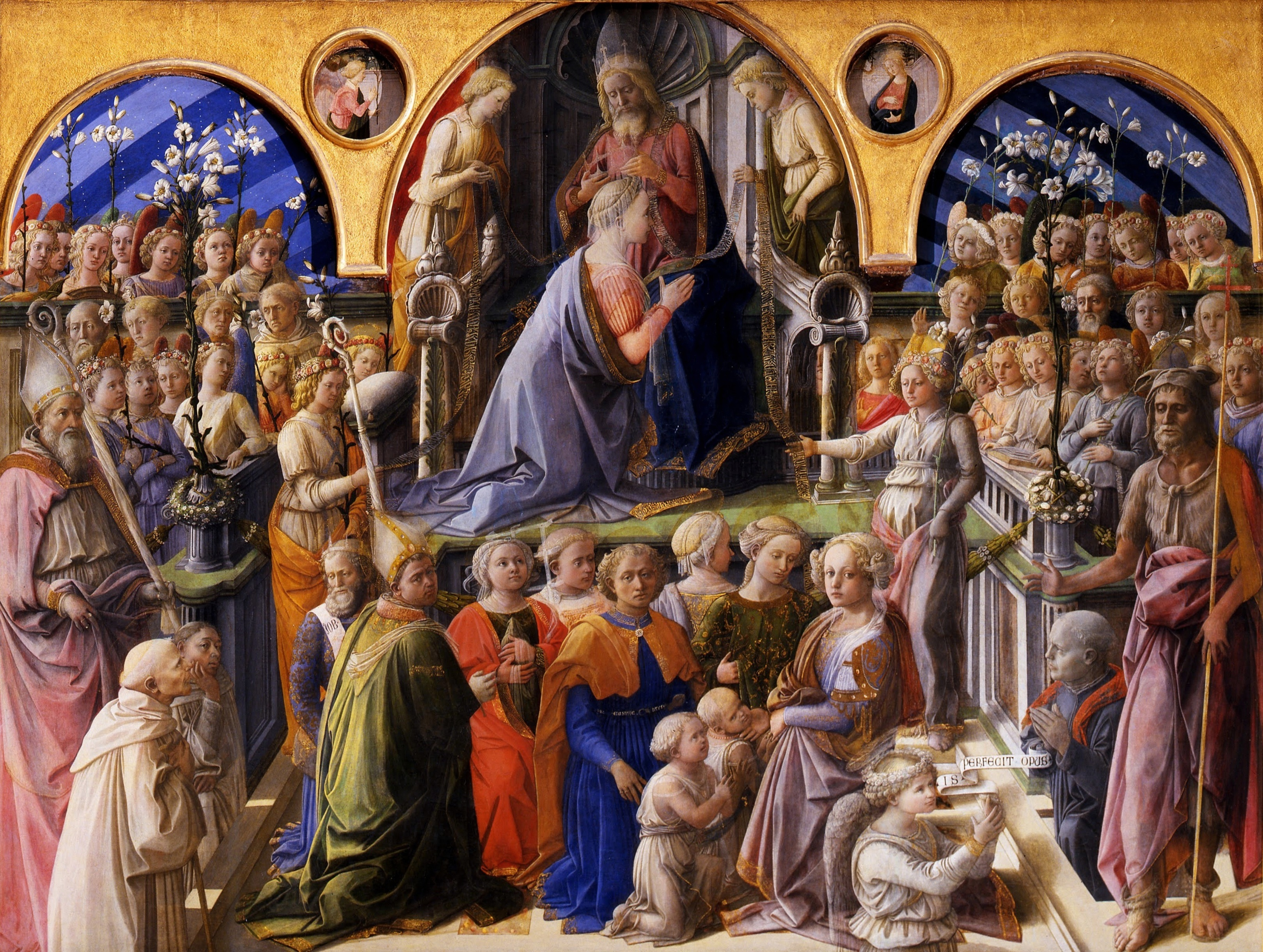
Filippo Lippi: Krönung der Jungfrau Maria (1441–1447)

- Filippo Lippi – Adorazione del Bambino di Camaldoli, 1463
- Filippo Lippi – Krönung der Jungfrau Maria (Incoronazione Maringhi), 1441–1447
- Filippo Lippi – Adorazione del Bambino di Annalena mit Predella, 1455 circa
- Filippo Lippi – Vergine Annunziata, Angelo Annunziante, sant’Antonio Abate e san Giovanni Battista, 1452–1453 circa
- Filippo Lippi – Lippina, 1465 circa
- Filippo Lippi – Pala del Noviziato con predella di Francesco Pesellino, 1438
- Piero della Francesca – Ritratti di Federico da Montefeltro e di Battista Sforza con i rispettivi Trionfi sul retro, 1465–1472 circa
- Alesso Baldovinetti – Annunciazione, 1457 circa
- Alesso Baldovinetti – Pala di Cafaggiolo, 1454 circa
- Filippino Lippi – Anbetung der Könige (Adorazione dei Magi), 1496
- Filippino Lippi – Pala degli Otto, 1486
- Filippino Lippi – Adorazione del Bambino, 1483 circa
- Filippino Lippi – San Girolamo, 1490 circa
- Filippino Lippi – Allegorie (derzeit nicht ausgestellt), 1498 circa
- Filippino Lippi – Selbstbildnis (derzeit nicht ausgestellt), 1485 circa
- Filippino Lippi – Ritratto di uomo anziano (derzeit nicht ausgestellt), 1485 circa

## Saal 9
(Sala 9 dei Pollaiuolo)
- Piero del Pollaiuolo – Ritratto di Galeazzo Maria Sforza, 1471
- Piero mit Antonio del Pollaiuolo – Pala del Cardinale del Portogallo, 1466–1467 circa
- Filippino Lippi (?) – Ritratto di giovane col berretto rosso, 1485 circa
- Antonio o Piero del Pollaiuolo – Ritratto femminile, 1475 circa
- Antonio del Pollaiuolo – Ercole e Anteo, 1475 circa
- Antonio del Pollaiuolo – Ercole e l’Idra, 1475 circa
- Jacopo del Sellaio – Convito di Assuero, 1490 circa
- Sandro Botticelli – Fortezza, 1470
- Piero del Pollaiuolo – Temperanza, 1470
- Piero del Pollaiuolo – Prudenza, 1470
- Piero del Pollaiuolo – Giustizia, 1470
- Piero del Pollaiuolo – Fede, 1470
- Piero del Pollaiuolo – Carità, 1469
- Piero del Pollaiuolo – Speranza, 1470
- Biagio d’Antonio – Giustizia, 1490 circa

## Saal 10–14
(Sala 10–14 del Botticelli)

Sandro Botticelli: Die Geburt der Venus

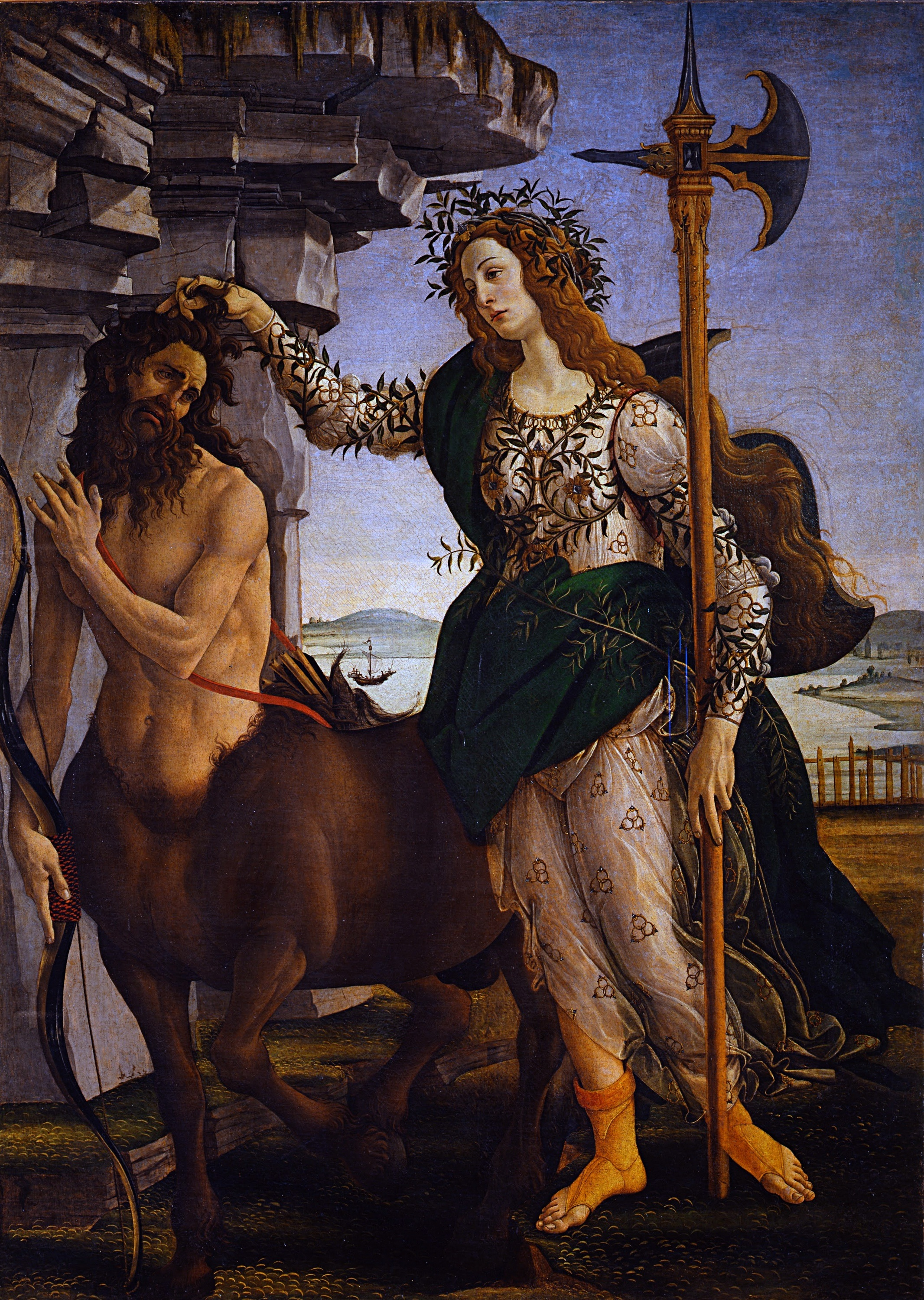
Sandro Botticelli: Minerva und der Kentaur

- Sandro Botticelli – Madonna della Loggia, 1467
- Sandro Botticelli – Madonna del Roseto, 1469–1470
- Sandro Botticelli – Madonna in gloria di serafini, 1469–1470
- Sandro Botticelli – Pala di Sant’Ambrogio, 1470 circa
- Sandro Botticelli – Scoperta del cadavere di Oloferne, 1472 circa
- Sandro Botticelli – Ritorno di Giuditta dal campo nemico, 1472 circa
- Sandro Botticelli – Ritratto d’uomo con medaglia di Cosimo il Vecchio, 1474–1475 circa
- Sandro Botticelli – Adorazione dei Magi, 1475 circa
- Sandro Botticelli – Madonna del Magnificat, 1483 circa
- Sandro Botticelli – Primavera, 1482 circa
- Sandro Botticelli – Pallade che doma il centauro, 1482–1483 circa
- Sandro Botticelli – Nascita di Venere, 1482–1485 circa
- Sandro Botticelli – Madonna della melagrana, 1487
- Sandro Botticelli – Pala di San Barnaba mit Predella, 1487
- Sandro Botticelli – Pala di San Marco mit Predella, 1488–1490
- Sandro Botticelli – Annunciazione di Cestello, 1489–1490 circa
- Sandro Botticelli – Sant’Agostino nello studio, 1490–1495 circa
- Sandro Botticelli – Calunnia, 1496
- Domenico Ghirlandaio – Sacra conversazione di Monticelli e predella con Pietà e storie di santi (di Bartolomeo di Giovanni), 1483
- Domenico Ghirlandaio – Sacra conversazione degli Ingesuati, 1484–1486 circa
- Domenico Ghirlandaio – Adorazione dei Magi Tornabuoni, 1487
- Rogier van der Weyden – Deposizione nel sepolcro, 1450
- Hugo van der Goes – Portinari-Triptychon, 1477–1478

## Saal 15
(Sala 15 di Leonardo)

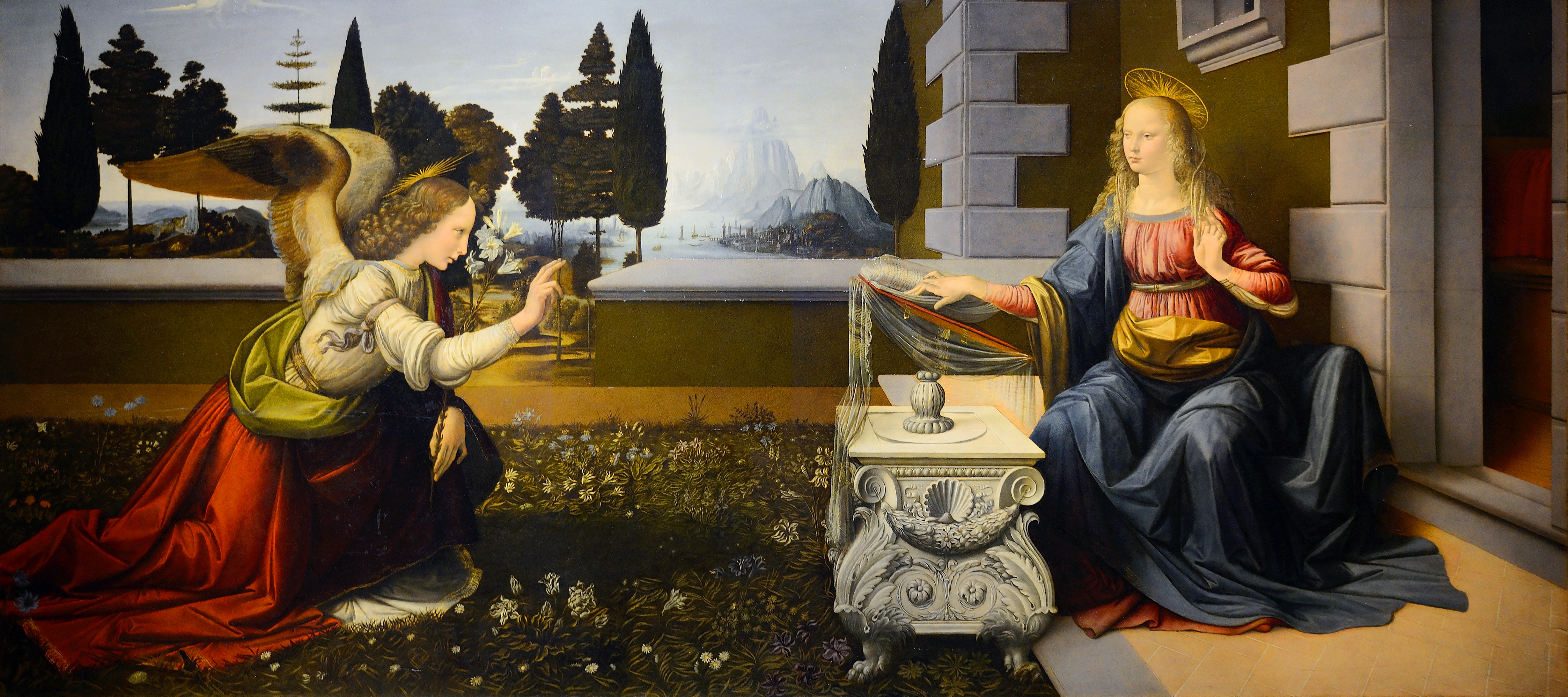
Leonardo da Vinci: Die Verkündigung Mariæ

- Leonardo da Vinci – Annunciazione, 1472–1475 circa
- Leonardo da Vinci – Adorazione dei Magi, 1481–1482
- Andrea del Verrocchio, Leonardo da Vinci e altri – Battesimo di Cristo, 1475–1478
- Pietro Perugino – Orazione nell’orto, 1483–1495 circa
- Pietro Perugino mit Luca Signorelli – Crocifissione, 1483–1495 circa
- Pietro Perugino – Pietà, 1483–1493 circa
- Pietro Perugino – Madonna col Bambino in trono tra i santi Giovanni Battista e Sebastiano, 1493
- Lorenzo di Credi – Adorazione dei pastori, 1510 circa
- Piero di Cosimo – Incarnazione, 1505 circa
- Luca Signorelli – Crocifisso con la Maddalena, 1502–1505 circa
- Luca Signorelli – Madonna col Bambino, la Trinità, sant’Agostino e sant’Atanasio d’Alessandria, 1510

## Saal 16
(Sala 16 delle carte geografiche)
- Ludovico Buti mit Stefano Bonsignori – Raffigurazioni ad affresco della Toscana su rilievi cartografici, Ende des 16. Jhd.s
- Officina romana – Sarcofago con il ratto di Persefone, 2. Jahrhundert
- Cannocchiale di Galileo Galilei (Kopie)
- Officina romana – Sarcofago con caccia calidonica, 2. Jahrhundert
- Officina romana – Dioniso fanciullo, 2. Jahrhundert
- Officina romana – Ara funeraria di Marco Ulpio Terpno, 2. Jahrhundert
- Officina romana – Sarcofago con Tiaso marino, 2. Jahrhundert
- Officina romana – Sarcofago con le fatiche di Ercole, 2. Jahrhundert
- Bernardo Buontalenti – Tavolo ottagonale in marmo
- Jacopo Zucchi – Soffitto con scene mitologiche, 16. Jhd.

## Saal 17
(Sala 17 dell’Ermafrodito)
- Perino del Vaga – Attraversamento del Mar Rosso
- Scultore fiorentino del secolo XVI – Minerva
- Scultore fiorentino del secolo XVI – Venere pudica
- Scultore fiorentino del secolo XVI – Allegoria dell’Estate
- Scultore fiorentino del secolo XVI – Ebe
- Scultore fiorentino del secolo XVI – Abbondanza
- Willem van Tetrode – Venere pudica
- Willem van Tetrode – Busto di imperatore loricato
- Willem van Tetrode – Busto dell’imperatore Nerone
- Willem van Tetrode – Busto dell’imperatore Claudio
- Willem van Tetrode – Busto dell’imperatore Vespasiano
- Leone Leoni – Figura femminile nuda
- Willem van Tetrode – Busto dell’imperatore Tito
- Willem van Tetrode – Ercole
- Willem van Tetrode – Busto dell’imperatore Vitellio
- Willem van Tetrode – Busto dell’imperatore Augusto
- Willem van Tetrode – Busto dell’imperatore Galba
- Willem van Tetrode – Busto di Giulio Cesare
- Willem van Tetrode – Busto dell’imperatore Ottone
- Willem van Tetrode – Busto dell’imperatore Tiberio
- Willem van Tetrode – Apollo
- Willem van Tetrode – Diana
- Willem van Tetrode – Ercole Farnese
- Willem van Tetrode – Busto imperiale
- Scultore toscano seconda metà del secolo XVII – Apollo Liceo
- Scultore fiorentino fine secolo XVII – inizi secolo XVIII – Mercurio
- Jacopo Ligozzi – Tavolo di fiori
- Scultore toscano del secolo XIX – Antinoo
- Scultore toscano del secolo XIX – Mercurio
- Officina romana – Ermafrodito dormiente
- Officina romana – Fauno nudo ridente con tigre
- Officina romana – Busto di Iside, seconda metà I secolo d.C.
- Officina romana – Elemento di trapezoforo: ermetta di Sileno
- Officina romana – Frammento di rilievo
- Officina romana – Torsetto di satiro danzante
- Officina romana – Protome silenica, 3. Jahrhundert v. Chr.
- Officina romana – Frammento di sarcofago con testina muliebre
- Officina romana – Frammento di statuetta di Afrodite, 2. Jahrhundert
- Officina romana – Torsetto di Dioniso
- Officina romana – Frammento di sarcofago con testa virile, 4. Jahrhundert v. Chr.
- Officina romana – Busto con frammento di testa, 3. Jahrhundert v. Chr.
- Officina romana – Testina con copricapo a klapht
- Officina romana – Elemento di trapezoforo: ermetta di Herakles, 2. Jahrhundert v. Chr.
- Officina romana – Elemento di trapezoforo: testa di Hermes, 2. Jahrhundert v. Chr.
- Officina romana – Dito pollice di piede sinistro di statua colossale
- Officina romana – Altare a "liber pater", 1. Jahrhundert

## Tribuna / Kuppelraum Nr. 18

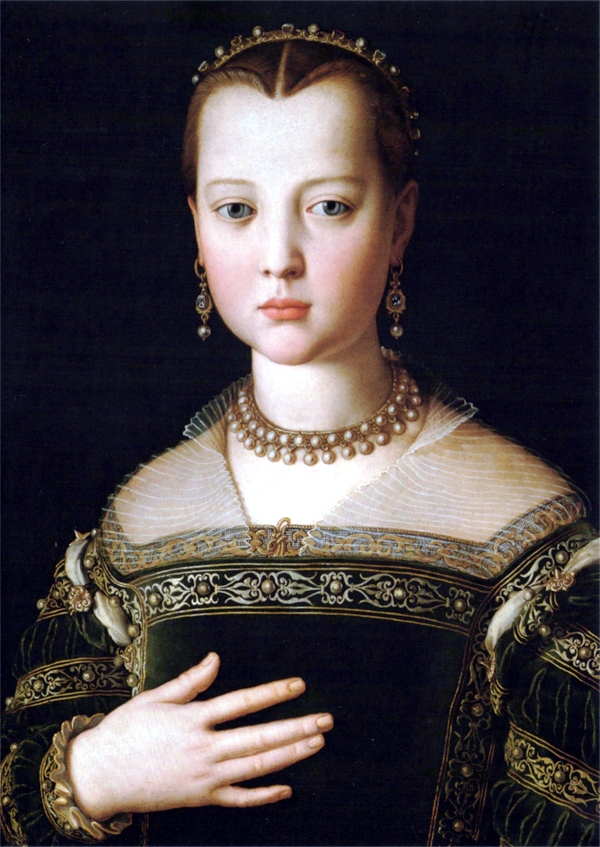
Agnolo Bronzino: Ritratto di Maria de’ Medici

Die Tribuna degli Uffizi ist ein oktogonaler Kuppelraum und war lange der Hauptraum der Sammlung. Neben Gemälden enthält er Statuen und Möbelstücke. Die Tribuna wurde 1584 von Bernardo Buontalenti entworfen.
- Alessandro Allori (bottega) – Ritratto di Bianca Cappello
- Andrea del Sarto – Dama col petrarchino
- Agnolo Bronzino – Annunciazione
- Agnolo Bronzino – Ritratto di fanciulla con libro
- Agnolo Bronzino – Ritratto di Bartolomeo Panciatichi
- Agnolo Bronzino – Ritratto di Lucrezia Panciatichi
- Agnolo Bronzino – Ritratto di Maria de’ Medici
- Agnolo Bronzino – Ritratto di Francesco I de’ Medici giovinetto
- Agnolo Bronzino – Ritratto di Don Giovanni de’ Medici
- Agnolo Bronzino – Ritratto di Bia de’ Medici
- Agnolo Bronzino – Ritratto di giovane con liuto
- Agnolo Bronzino – Ritratto di Eleonora di Toledo col figlio Giovanni
- Agnolo Bronzino – Ritratto di Cosimo I de’ Medici
- Carletto Caliari – Creazione di Eva
- Carletto Caliari – Peccato originale
- Carletto Caliari – Adamo ed Eva cacciati dal Paradiso Terrestre
- Carletto Caliari – Famiglia di Adamo
- Daniele da Volterra – Strage degli Innocenti
- Franciabigio – Madonna del Pozzo
- Jacopo Pontormo – Ritratto di Cosimo il Vecchio
- Jacopo Pontormo – Madonna col Bambino e san Giovannino
- Jacopo Pontormo – Cacciata di Adamo ed Eva
- Jacopo Pontormo – o Andrea del Sarto – Leda
- Giulio Romano – Madonna col Bambino
- Francesco Salviati – Carità
- Francesco Salviati – Cristo portacroce
- Ridolfo Ghirlandaio – Ritratto di giovane
- Raffael e aiuti – San Giovannino, 1519–1519 circa
- Rosso Fiorentino – Putto che suona
- Giorgio Vasari – Ritratto di Lorenzo il Magnifico
- Giorgio Vasari – Profeta Eliseo
- Giorgio Vasari – Allegoria della Concezione

Statuen
- Officina romana – Coppia di puttini seduti dormienti
- Officina romana, da un originale del II secolo a.C. – Satiro col kroupèzion
- Officina romana, da un originale della metà del III secolo a.C. – Lottatori, 1. Jahrhundert v. Chr.
- Cleomene di Apollodoro – Venere Medici, 1. Jahrhundert v. Chr.
- Officina greca – Scita, 1. Jahrhundert v. Chr.
- Officina romana – Apollino, 1. Jahrhundert v. Chr.
- Venus di Medici, etwa 1. Jahrhundert v. Chr., Künstler unbekannt

Möbel
- Botteghe granducali – Stipo in pietre dure
- Jacopo Antelli detto il Monicca e Jacopo Ligozzi – Tavolo ottagonale a commesso
- Guasparri Papini e Alessandro Allori – Sovrapporta con stemma Medici-Lorena
- Guasparri Papini e Alessandro Allori – Sovrapporta con stemma

## Saal 19
(Sala 19 del Perugino e di Signorelli)

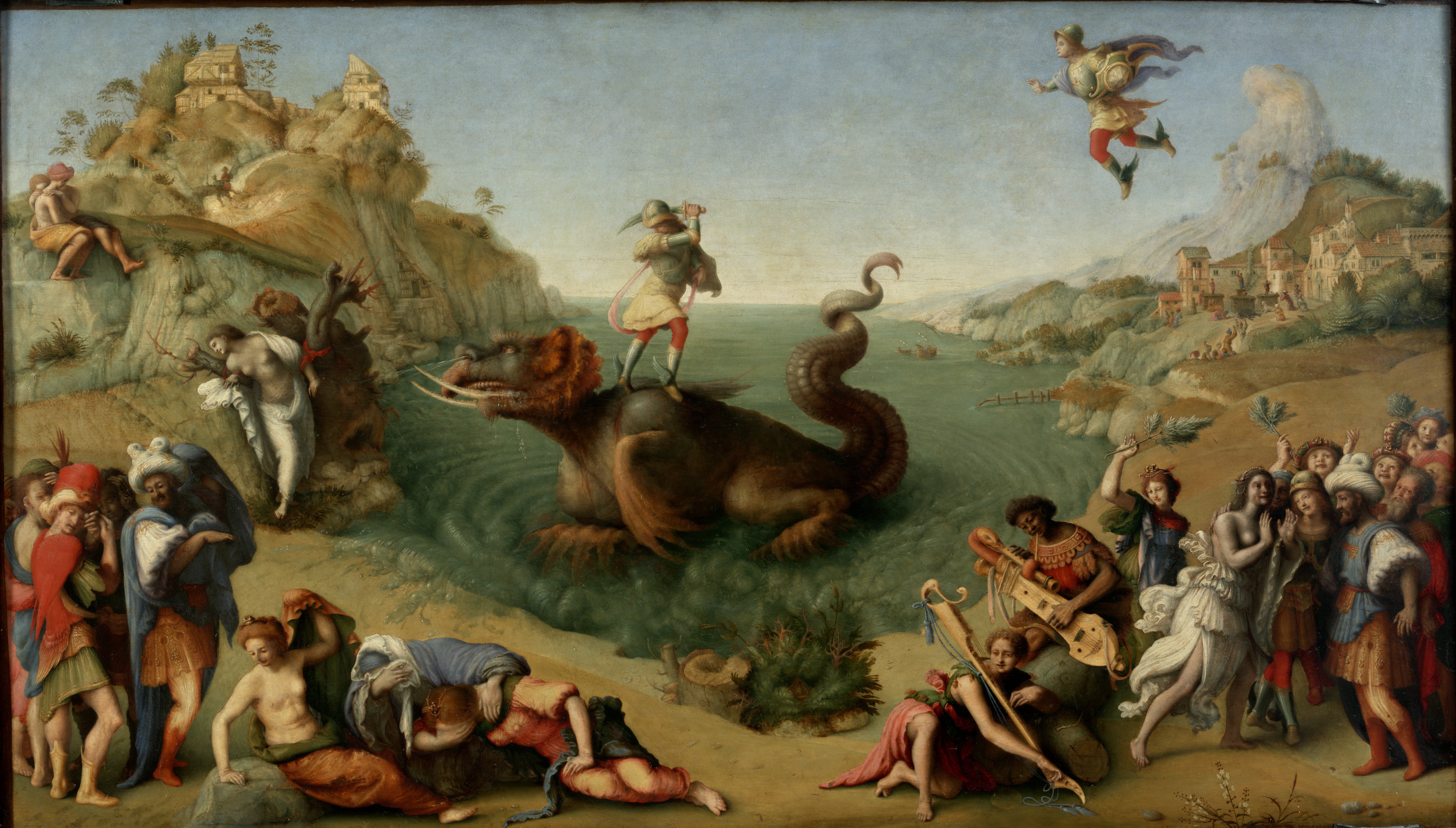
Piero di Cosimo: Perseus befreit Andromeda

- Marco Palmezzano – Crocifissione, 1500 circa
- Lorenzo da San Severino – Pietà, 1491 circa
- Lorenzo di Credi – Annunciazione, 1480–1485 circa
- Lorenzo di Credi – Venere, 1493–1495 circa
- Piero di Cosimo – Perseus befreit Andromeda (Liberazione di Andromeda / Perseo libera Andromeda), 1510–1513 circa
- Luca Signorelli – Sacra Famiglia di Parte Guelfa, 1490 circa
- Luca Signorelli – Allegoria della Fecondità e dell’Abbondanza, 1500 circa
- Luca Signorelli – Madonna col Bambino tra ignudi, 1490 circa
- Pietro Perugino – Ritratto di Francesco Maria delle Opere, 1494
- Pietro Perugino – Ritratto di Biagio Milanesi, 1500
- Pietro Perugino – Ritratto del monaco Baldassarre, 1500
- Pietro Perugino – Ritratto di giovane, 1495
- Lorenzo Costa der Ältere – San Sebastiano, 1490–1491 circa
- Girolamo Genga – Martirio di san Sebastiano, 1500–1510 circa
- Francesco Raibolini, detto il Francia – Ritratto di Evangelista Scappi, 1500–1505 circa

## Saal 20
(Sala 20 di Dürer)

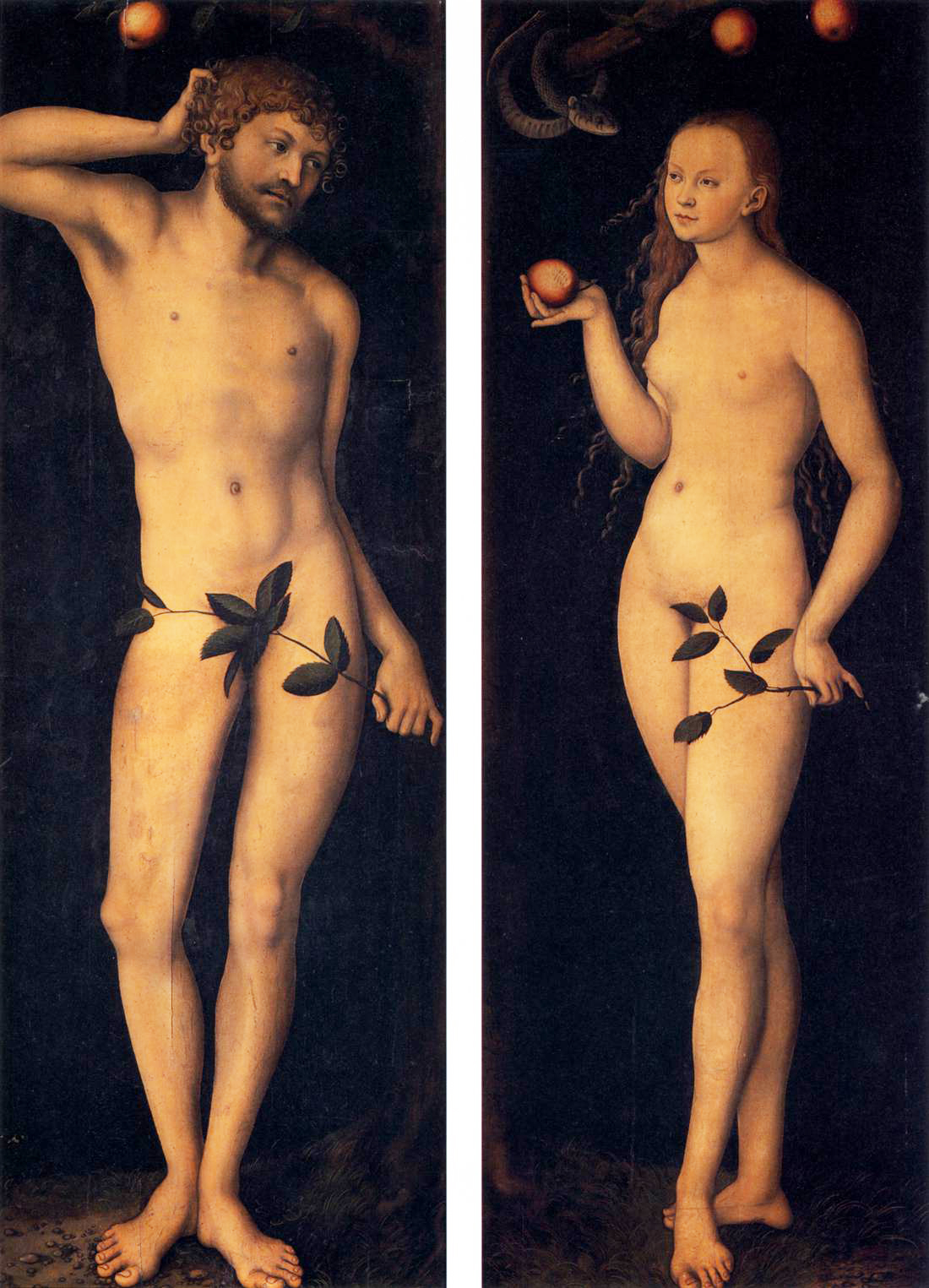
Lucas Cranach der Ältere: Adam und Eva

- Albrecht Dürer – Ritratto di Albrecht Dürer il Vecchio, 1490 circa
- Albrecht Dürer – Adorazione dei Magi, 1504
- Albrecht Dürer – San Filippo apostolo, 1516
- Albrecht Dürer – San Giacomo apostolo, 1516
- Albrecht Dürer – Vergine della Pera, 1526
- Hans Baldung Grien (copia da Dürer) – Adamo, 1520 circa
- Hans Baldung Grien (copia da Dürer) – Eva, 1520 circa
- Lucas Cranach der Ältere – Madonna col Bambino e san Giovannino, 1514
- Lucas Cranach der Ältere – Adamo, 1528
- Lucas Cranach der Ältere – Eva, 1528
- Lucas Cranach der Ältere – Ritratto di Lutero e della moglie Caterina Bore, 1529
- Lucas Cranach der Ältere – Ritratto di Lutero e di Melantone, 1543
- Bottega di Lucas Cranach der Ältere – Ritratto femminile, 1530 circa
- Bottega di Lucas Cranach der Ältere – Ritratti di Giovanni I e Federico III di Sassonia, 1533
- Georg Lemberger – San Giorgio, 1520
- Joos van Cleve – Ritratto di ignoto, 1521 circa
- Lucas Cranach der Jüngere – Ritratto di Lukas Cranach il Vecchio, 1550
- Hans Maler zu Schwaz – Ferdinand I. (HRR), 1524–1525 circa
- Hans Burgkmair – Ritratto virile, 1506
- Hans Süss von Kulmbach – Crocifissione, 1511–1514 circa
- Hans Süss von Kulmbach – Storie di san Pietro e di san Paolo, 1514–1516 circa
- Scuola tedesca del secolo XVI – Libro aperto, 1500–1525 circa
- Jan Brueghel der Ältere – Grande Calvario, 1604 circa

## Saal 21
(Sala 21 del Giambellino e di Giorgione)

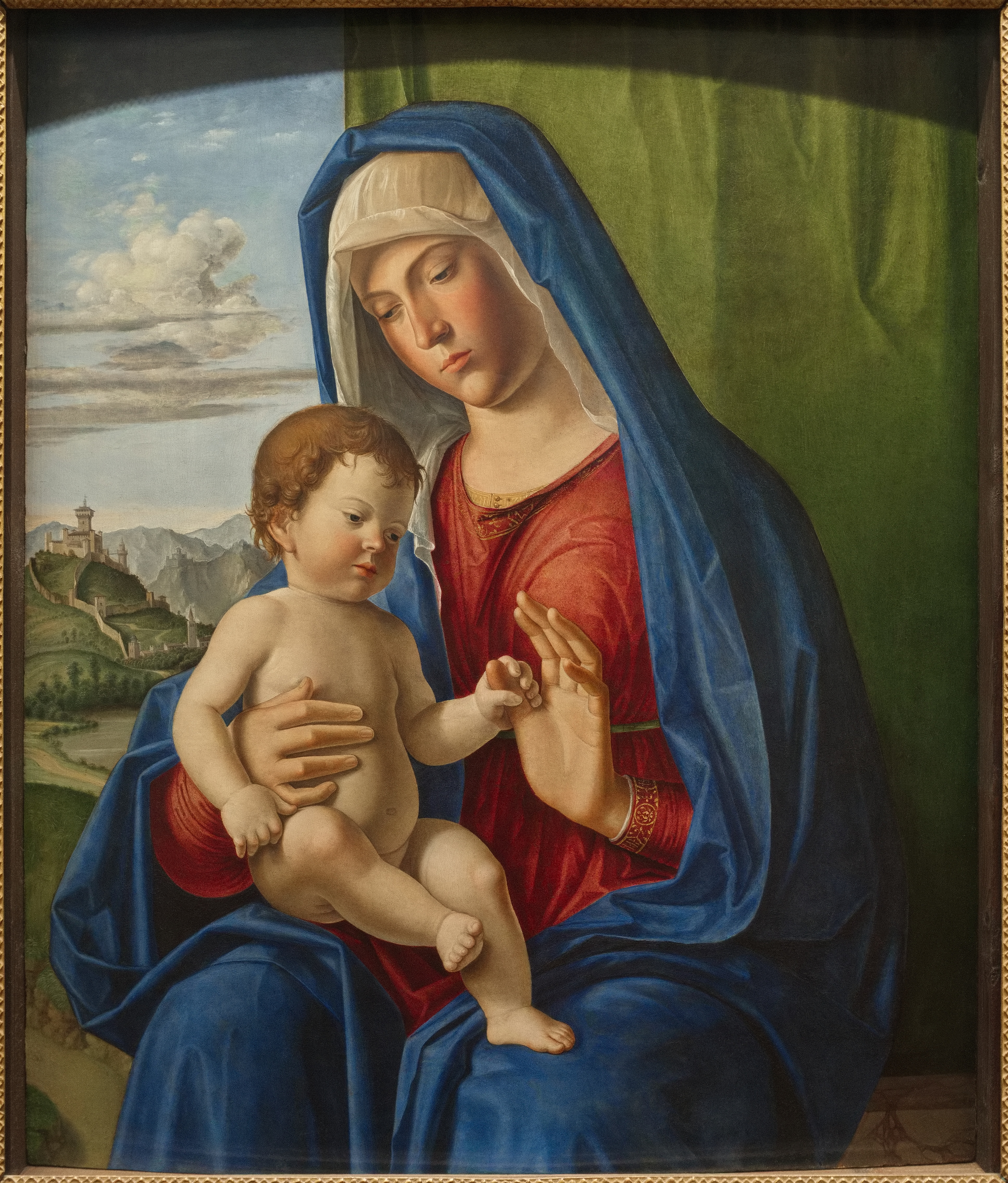
Cima da Conegliano: Madonna mit Kind

- Bartolomeo Vivarini – San Ludovico di Tolosa, 1465 circa
- Giovanni Bellini – Allegoria sacra, 1490–1500 circa
- Giovanni Bellini – Ritratto d’uomo, 1490–1500 circa
- Giovanni Bellini – Compianto di Cristo, 1500
- Giorgione – Giudizio di Salomone, 1502–1505 circa
- Giorgione – Prova del fuoco di Mosè, 1502–1505 circa
- Giorgione (attr.) – Guerriero con scudiero, detto Il Gattamelata, 1502–1510 circa
- Cosmè Tura – San Domenico, 1475 circa
- Cima da Conegliano – Madonna mit Kind (Madonna col Bambino), 1504 circa
- Vittore Carpaccio – Alabardieri e anziani, 1490–1493 circa
- Vittore Carpaccio (attr.) – Profeta, 1510 circa
- Vittore Carpaccio (attr.) – Sibilla, 1510 circa
- Lorenzo Costa der Ältere – Ritratto di Giovanni II Bentivoglio, 1490–1492 circa

## Saal 22
(Sala 22 dei fiamminghi e tedeschi del Rinascimento)

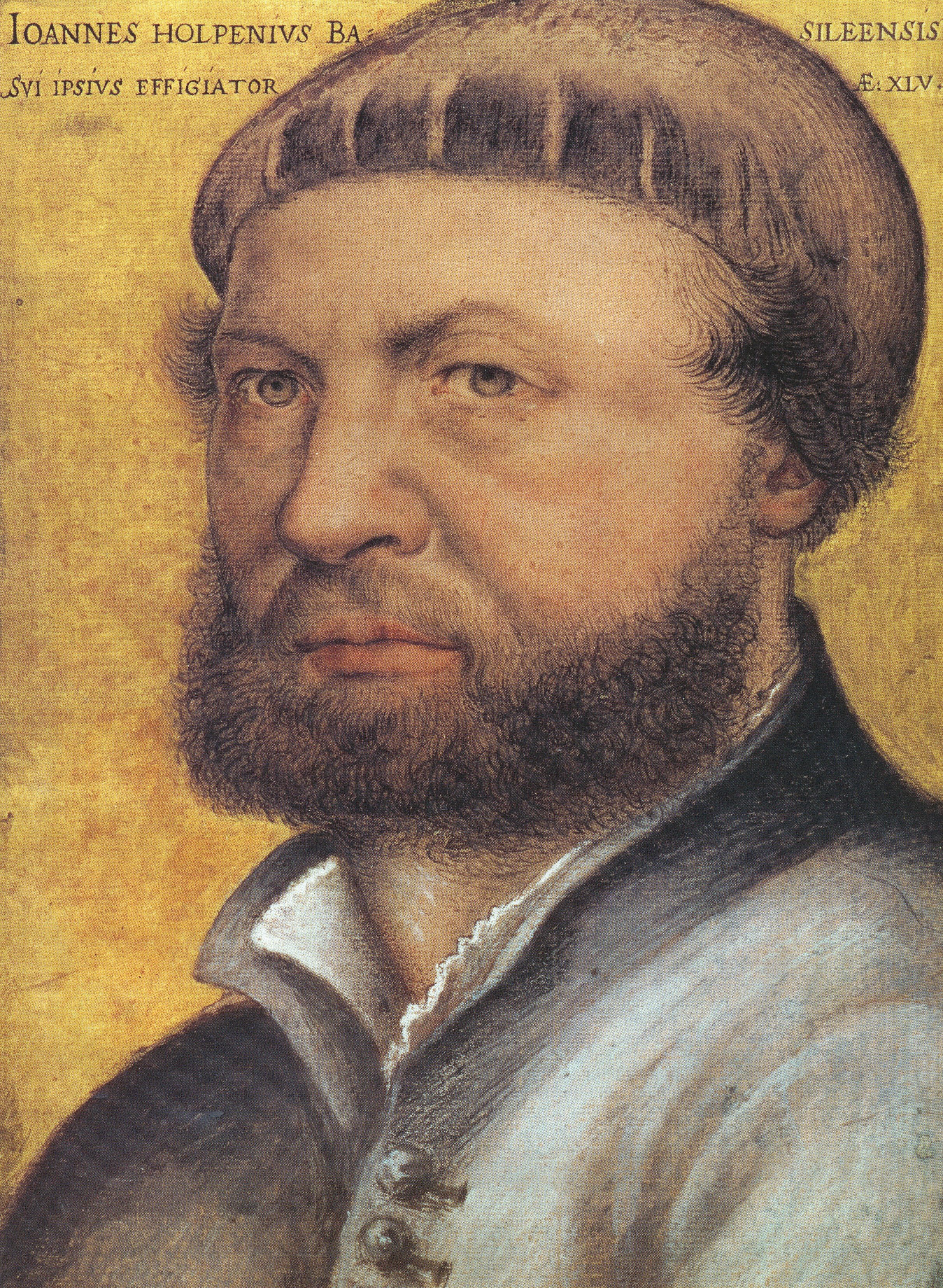
Hans Holbein der Jüngere: Selbstbildnis

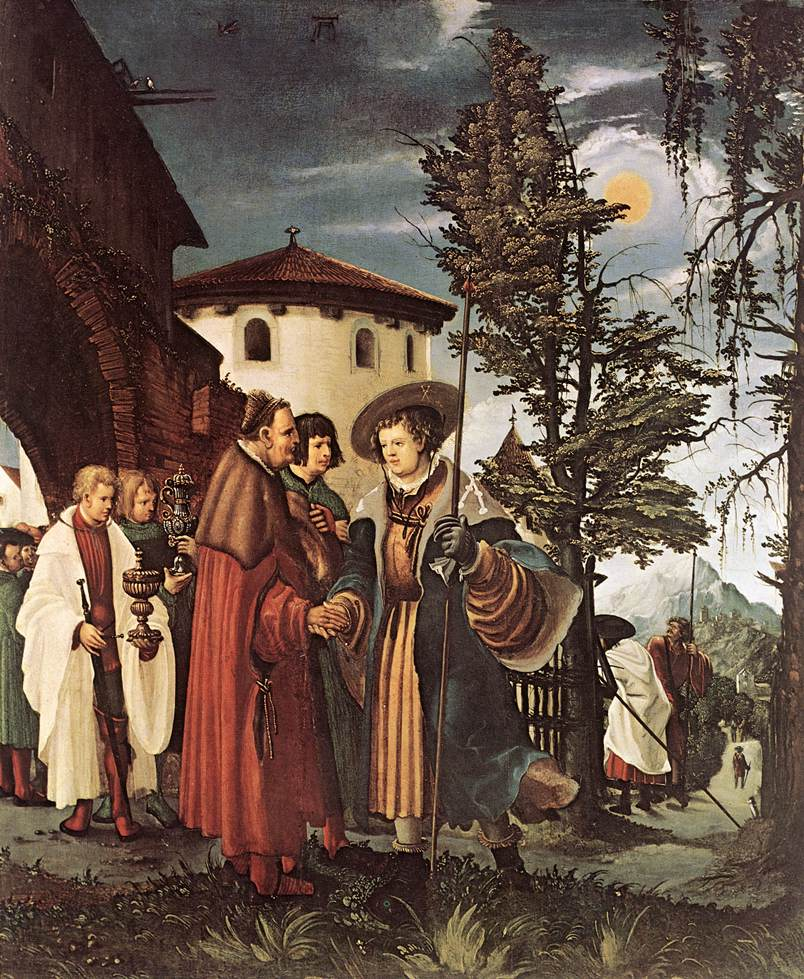
Albrecht Altdorfer: Abschied des heiligen Florian

- Meister von Hoogstraeten – Madonna in trono tra le sante Caterina d’Alessandria e Barbara, 1520 circa
- Gerard David – Adorazione dei Magi, 1495 circa
- Maestro della Virgo inter Virgines – Crocifissione, 1475–1500 circa
- Antonello da Messina – San Giovanni Evangelista, 1470–1475 circa
- Antonello da Messina – Madonna col Bambino e angeli reggicorona, 1470–1475 circa
- Bernaert van Orley – Ritratto di ignoto e di sua moglie, 1500–1550 circa
- Joos van Cleve – Ritratto di ignoto e di sua moglie, 1520
- Hans Holbein der Jüngere – Ritratto di Sir Richard Southwell, 1536
- Hans Holbein der Jüngere – Selbstbildnis, 1542 circa
- Albrecht Altdorfer – Abschied des heiligen Florian, 1518–1520 circa
- Albrecht Altdorfer – Das Martyrium des Hl. Florian, 1518–1520 circa
- Werkstatt von Hans Holbein d. J. – Ritratto di Tommaso Moro (?), 1540 circa
- Hans Memling – Madonna in trono tra due angeli, 1490–1491 circa
- Hans Memling – Uomo con la lettera, 1480 circa
- Hans Memling – Ritratto di ignoto in un paesaggio, 1480 circa
- Hans Memling – Ritratto di Folco Portinari, 1490 circa
- Hans Memling – Trittico di Benedetto Portinari (scomparti di San Benedetto e Ritratto di Benedetto Portinari), 1487
- Maestro dei ritratti Baroncelli – Ritratto di Pierantonio Baroncelli e di sua moglie Maria Bonciani, 1490 circa
- Georg Pencz – Ritratto di ignoto di diciott’anni, 1544
- Luca di Leida – Cristo dolente, 1517 circa

## Saal 23
(Sala 23 di Mantegna e di Correggio)

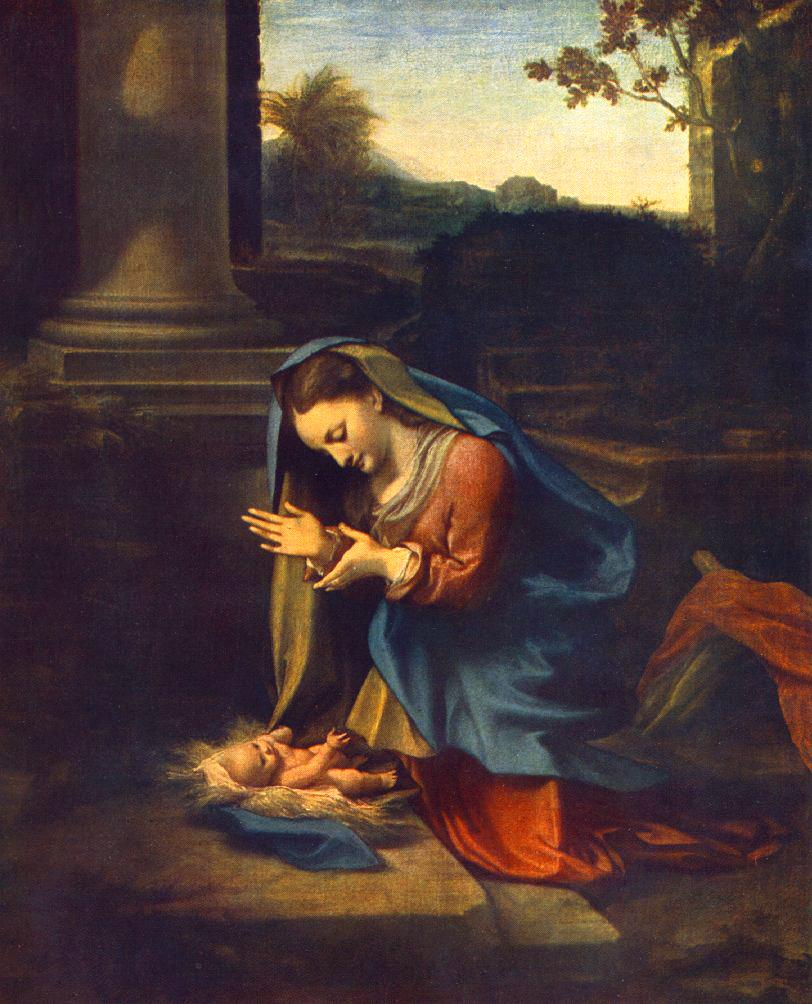
Antonio da Correggio: Anbetung des Kindes

- Andrea Mantegna – Trittico con Adorazione dei Magi, Circoncisione, Ascensione, 1460
- Andrea Mantegna – Ritratto di Carlo de’ Medici, 1466
- Andrea Mantegna – Madonna delle Cave, 1488–1490
- Vincenzo Foppa – Madonna col Bambino e un angelo, 1479–1480 circa
- Pittore leonardesco – Leda e il cigno, 1505–1507 circa
- Bernardino Luini – Salomè con la testa del Battista, 1527 circa
- Boccaccio Boccaccino – Zingarella, 1504–1505 circa
- Giovanni Antonio Boltraffio – Narciso alla fonte, 1500–1510 circa
- Sodoma – Cristo tra gli sgherri, 1525–1549 circa
- Alessandro Araldi – Ritratto di Barbara Pallavicino, 1510 circa
- Giampietrino – Santa Caterina d’Alessandria, 1530–1540 circa
- Giovanni Ambrogio de’ Predis – Ritratto virile, 1490–1510 circa
- Bernardino de’ Conti – Ritratto virile, 1490–1510 circa
- Giovanni Francesco de’ Maineri – Cristo portacroce, 1506–1525 circa
- Antonio da Correggio – Madonna col Bambino tra due angeli musicanti, 1515–1516 circa
- Correggio – Riposo dalla fuga in Egitto con san Francesco, 1520 circa
- Correggio – Anbetung des Kindes, 1526 circa

## Saal 24
(Sala 24 Gabinetto delle miniature)

## Korridor West
(Corridoio ovest / Corridoio di Ponente)

## Saal 25
(Sala 25 di Michelangelo e dei fiorentini)
- Mariotto Albertinelli – Visitazione e predella con Storie dell’infanzia di Cristo, 1503
- Fra Bartolomeo – Tabernacolo Del Pugliese, 1500 circa
- Fra Bartolomeo – Apparazione della Vergine a san Bernardo, 1504–1507
- Fra Bartolomeo – Porzia, 1516 circa
- Michelangelo Buonarroti – Tondo Doni, 1506–1508 circa
- Ridolfo Ghirlandaio (attr.) – Donna velata, 1510 circa
- Ridolfo Ghirlandaio (attr.) – Coperta di ritratto con grottesche, 1510 circa
- Alonso Berruguete – Salomè, 1512–1517 circa
- Alonso Berruguete – Madonna col Bambino, 1515 circa
- Francesco Granacci – Giuseppe condotto in carcere, 1515 circa
- Francesco Granacci – Giuseppe presenta il padre e i fratelli al Faraone, 1515 circa

## Saal 26

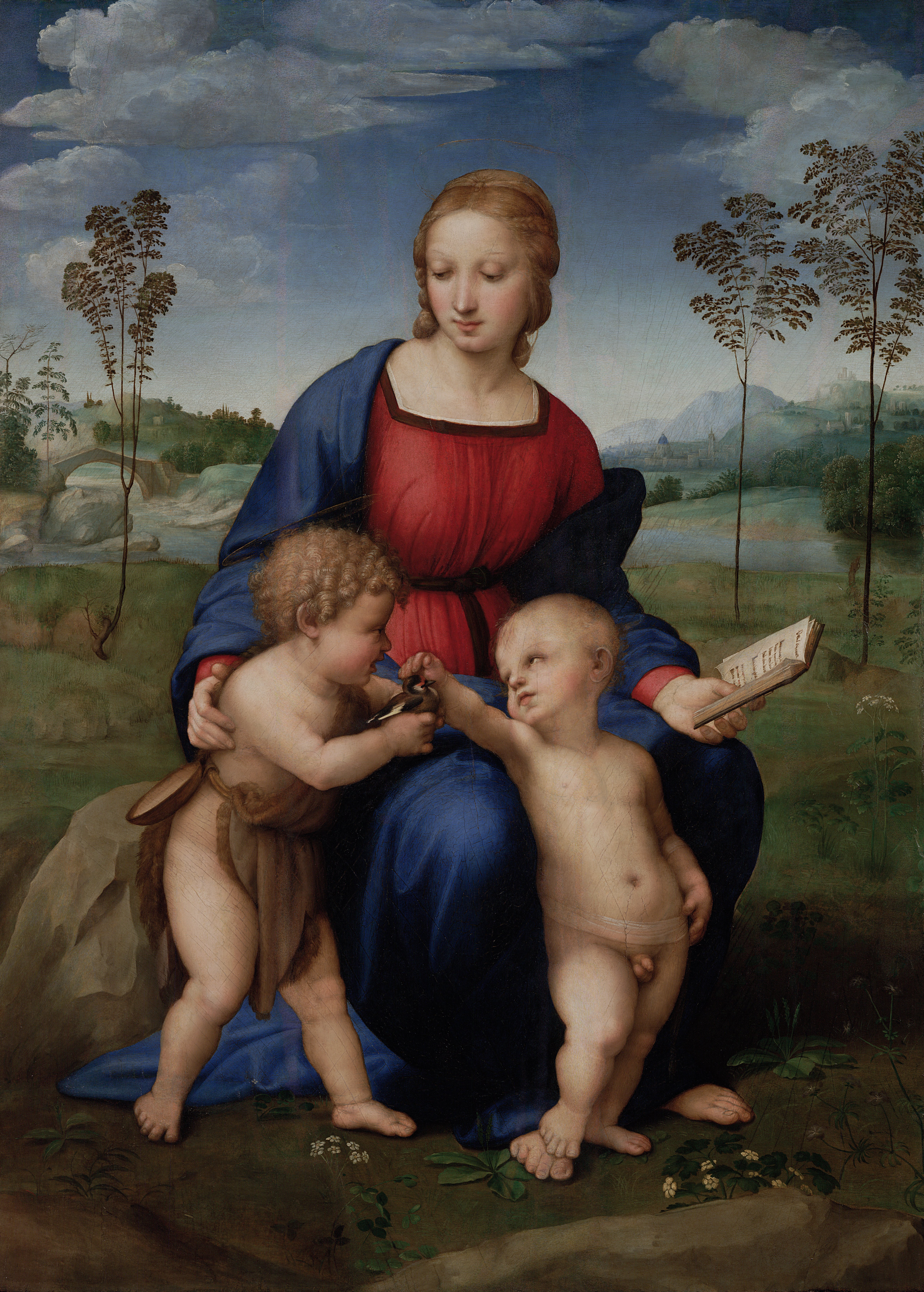
Raffael: Madonna del Cardellino

(Sala 26 di Raffaello e di Andrea del Sarto)
- Raffael – Ritratto di Guidobaldo da Montefeltro
- Raffael – Ritratto di Elisabetta Gonzaga
- Raffael – Ritratto di giovane con mela
- Raffael – Autoritratto
- Raffael – Madonna del Cardellino
- Raffael – Ritratto di Leone X con i cardinali Giulio de’ Medici e Luigi de’ Rossi
- Raffael – Ritratto di papa Giulio II
- Raffael (attr.) – Ritratto del Perugino
- Andrea del Sarto – San Jacopo con due fanciulli
- Andrea del Sarto – Madonna delle Arpie
- Andrea del Sarto – Dossale dei quattro santi
- Andrea del Sarto – Dama col cestello di fusi
- Franciabigio – Ritratto virile
- Domenico Ubaldini, detto Puligo – Ritratto di Pietro Carnesecchi

## Saal 27
(Sala 27 del Pontormo e del Rosso Fiorentino)
- Bacchiacca – Cristo davanti a Caifa
- Bacchiacca – Storie di sant’Acacio
- Bacchiacca – Deposizione dalla Croce
- Beccafumi – Sacra Famiglia con san Giovannino
- Beccafumi – Autoritratto
- Agnolo Bronzino – Pigmalione e Galatea
- Agnolo Bronzino – Compianto sul Cristo morto
- Agnolo Bronzino – Sacra Famiglia Panciatichi
- Giorgio di Giovanni – Fuga di Clelia e delle vergini romane
- Pierfrancesco di Jacopo Foschi (attr.) – Ritratto virile
- Pierfrancesco di Jacopo Foschi (attr.) – Ritratto del musico Francesco dell’Ajolle
- Jacopo Pontormo – Ritratto di Maria Salviati
- Jacopo Pontormo – Sant’Antonio Abate
- Jacopo Pontormo – Cena in Emmaus
- Jacopo Pontormo – Diecimila martiri
- Jacopo Pontormo – Natività di san Giovanni Battista
- Jacopo Pontormo – Ritratto di un musicista (nicht ausgestellt)
- Perino del Vaga – Tarquinio Prisco fonda il tempio di Giove in Campidoglio
- Perin del Vaga – Giustizia di Seleuco
- Rosso Fiorentino – Ritratto di giovinetta
- Rosso Fiorentino – Mosè difende le figlie di Jetro
- Rosso Fiorentino – Ritratto di giovane in nero
- Rosso Fiorentino – Pala dello Spedalingo
- Francesco Salviati – Adorazione dei pastori

## Saal 28
(Sala 28 di Tiziano e di Sebastiano del Piombo)

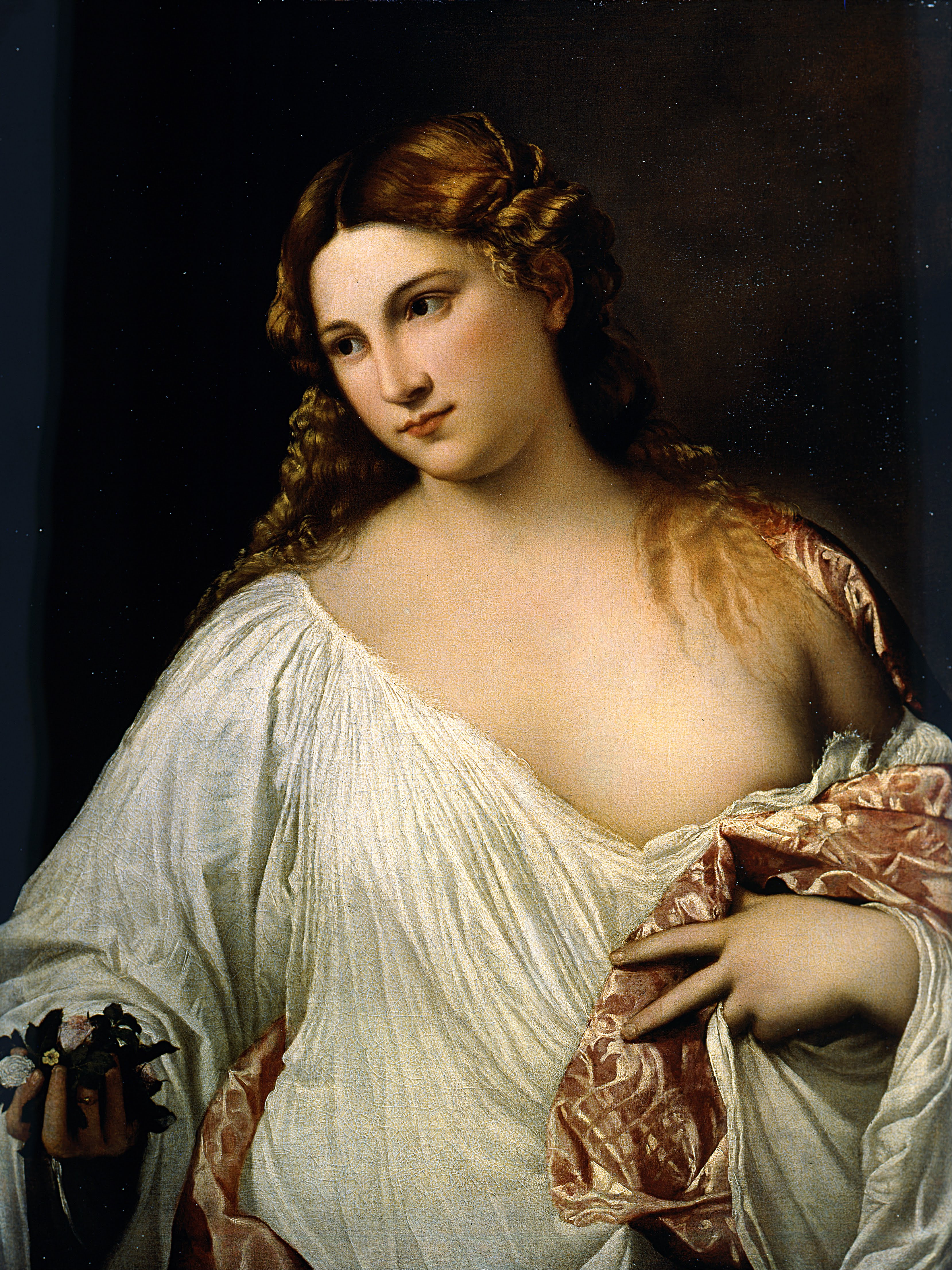
Tizian: Flora

- Jacopo Palma der Ältere – Sacra Famiglia con san Giovannino e la Maddalena
- Jacopo Palma d. Ä. – Resurrezione di Lazzaro
- Jacopo Palma d. Ä. – Giuditta
- Tizian – Cristo risorto
- Tizian – Ritratto del vescovo Ludovico Beccadelli
- Tizian – Ritratto di un cavaliere di Malta
- Tizian – Madonna delle Rose
- Tizian – Flora
- Tizian – Ritratto di uomo malato
- Tizian – Ritratto del papa Sisto IV
- Tizian – Ritratto di Francesco Maria Della Rovere
- Tizian – Venere di Urbino
- Tizian – Ritratto di Eleonora Gonzaga Della Rovere
- Tizian – Santa Margherita
- Sebastiano del Piombo – Morte di Adone
- Sebastiano del Piombo – Ritratto di donna

## Saal 29
(Sala 29 del Dosso e del Parmigianino)
- Dosso Dossi – Apparizione della Madonna col Bambino ai santi Giovanni Battista ed Evangelista
- Dosso Dossi – Riposo durante la fuga in Egitto
- Dosso Dossi – Ritratto di guerriero
- Dosso Dossi – Allegoria di Ercole
- Amico Aspertini – Adorazione dei pastori
- Amico Aspertini, Ritratto di Alessandro Achillini
- Scuola emiliana, 16. Jahrhundert – Ritratto di fanciullo
- Parmigianino – Madonna di San Zaccaria
- Parmigianino – Madonna dal collo lungo
- Parmigianino – Ritratto virile
- Parmigianino, Madonna col Bambino, 1525 circa (derzeit nicht ausgestellt)
- Amico friulano del Dosso – Figura allegorica
- Amico friulano del Dosso – Ritratto virile
- Amico friulano del Dosso – Ritratto di donna

## Saal 30
(Sala 30 Gabinetto degli Emiliani del Cinquecento)
- Benvenuto Tisi – Adorazione dei pastori
- Benvenuto Tisi, detto il Garofalo – Annunciazione
- Benvenuto Tisi, detto il Garofalo – San Girolamo
- Ludovico Mazzolino – Adorazione dei pastori
- Ludovico Mazzolino – Madonna col Bambino e santi
- Ludovico Mazzolino – Circoncisione
- Ludovico Mazzolino – Strage degli innocenti

## Saal 31
(Sala 31 del Veronese)
- Paolo Veronese – Martirio di Santa Giustina
- Paolo Veronese – Sacra Famiglia con Santa Barbara e San Giovannino
- Paolo Veronese – Annunciazione
- Paolo Veronese – La Madonna in trono tra santi e donatori
- Paolo Veronese – Sant’Agata incoronata dagli angeli
- Paolo Veronese – Ester condotta da Assuero
- Andrea Vicentino – Visitazione
- Venezianische Schule, 16. Jhd. – Ritratto virile
- Domenico Brusasorci – Betsabea al bagno

## Saal 32
(Sala 32 del Bassano e del Tintoretto)

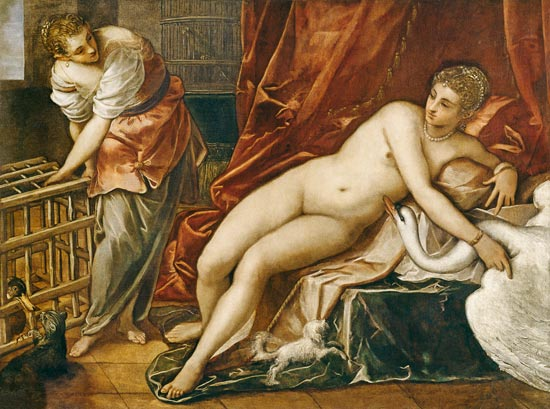
Jacopo Tintoretto: Leda und der Schwan

- Giovanni Battista Franco – Salita al Calvario
- Bottega di Jacopo Bassano – Giuda e Tamar
- Bottega di Jacopo Bassano – Chira alla ricerca di Tamar
- Paris Bordone – Ritratto di cavaliere
- Jacopo Bassano – Due cani
- Gian Paolo Pace – Ritratto di Giovanni dalle Bande Nere
- Paris Bordone – Ritratto di uomo con pelliccia
- Jacopo Tintoretto – Leda und der Schwan (Leda e il cigno)
- Jacopo Tintoretto – Cristo al pozzo della Samaritana
- Scuola veneta della fine del XVI secolo – Ritratto di un artista
- Leandro Bassano e familiari – Concerto
- Jacopo Robusti, detto il Tintoretto – Ritratto di ammiraglio veneziano
- Jacopo Robusti, detto il Tintoretto – Adamo ed Eva cacciati dal Paradiso Terrestre
- Jacopo Robusti, detto il Tintoretto – Ritratto di Jacopo Sansovino
- Jacopo Robusti, detto il Tintoretto – Ritratto virile
- Jacopo Robusti, detto il Tintoretto – Ritratto di uomo dai capelli rossi
- Jacopo Robusti, detto il Tintoretto – Ritratto di gentiluomo
- Jacopo Robusti, detto il Tintoretto – La Samaritana al pozzo

## Saal 33
(Sala 33 Corridoio del Cinquecento)
- Alessandro Allori – Ercole coronato dalle Muse
- Alessandro Allori – Venere e Amore
- Alessandro Allori – San Pietro cammina sulle acque
- Alessandro Allori, attribuzione – Ritratto di Ludovico Capponi juniore (?)
- Alessandro Allori – Sacrificio di Isacco
- Alessandro Allori – Ritratto di Bianca Cappello
- Federico Barocci – Ritratto di fanciulla
- Federico Barocci – Selbstbildnis
- Joachim Beuckelaer – Pilato mostra Gesù al popolo
- Agnolo Bronzino – Cristo deposto
- Agnolo Bronzino – Allegoria della Felicità
- Andrea Boscoli – Piramo e Tisbe
- Andrea Boscoli – San Sebastiano
- Denijs Calvaert – Assunzione di Maria
- Luca Cambiaso – Madonna col Bambino
- Domenico Campagnola (zugeschr.) – Ritratto virile
- Mirabello Cavalori (?) – Madonna col Bambino e santi
- Jacopo Chimenti, detto l’Empoli – Ebbrezza di Noè
- Jacopo Chimenti, detto l’Empoli – Sacrificio di Isacco
- Ludovico Cigoli – Fuga in Egitto
- Il Civetta (Herri Met de) – Miniere di rame
- Francois Clouet – Ritratto di Francesco I di Francia
- Sanchez Coelho – Ritratto di Elisabetta di Valois
- El Greco – I Santi Giovanni Evangelista e Francesco
- Frans Floris – Susanna e i vecchioni
- Lavinia Fontana – Apparizione di Gesù alla Maddalena
- Jacopo Ligozzi – Il sacrificio di Isacco
- Jacopo Ligozzi (cerchia) – Fortuna
- Maso da San Friano – Caduta di Icaro
- Ventura Mazza (?) (copia da Barocci) – Annunciazione
- Luis de Morales – Cristo portacroce
- Francesco Morandini, detto il Poppi – Le tre Grazie
- Nicolò dell’Abbate – Ritratto di giovane
- Pittore fiorentino seconda metà del secolo XVI – Ulisse nell’isola di Circe
- Pittore francese del secolo XVI – Ritratto di Cristina di Lorena
- Pittore francese (?) del secolo XVI – Uomo in armatura
- Orazio Samacchini – Susanna al bagno
- Orazio Samacchini – Castità di Giuseppe
- Santi di Tito – Madonna col Bambino e santi
- Scarsellino – Il giudizio di Paride
- Schule von Fontainebleau – Due donne al bagno
- Giorgio Vasari – Artemisia piange Mausolo
- Giorgio Vasari – La fucina di Vulcano
- Giorgio Vasari – Adorazione dei pastori
- Jacopo Zucchi – Riposo durante la fuga in Egitto
- Jacopo Zucchi – Età del ferro
- Jacopo Zucchi – Età dell’argento
- Jacopo Zucchi – Età dell’oro

## Saal 34
(Sala 34 dei Lombardi del Cinquecento)
- Bernardino Licinio – Nuda
- Sebastiano Florigerio – Ritratto di Raffaello Grassi
- Bernardino Campi (?) – Ritratto virile
- Giovan Battista Moroni – Ritratto del poeta Giovanni Antonio Pantera
- Giovan Battista Moroni – Ritratto del cavaliere Pietro Secco Suardo
- Giovan Battista Moroni – Ritratto di un dotto
- Pittore dell’Italia settentrionale del secolo XVI – Ritratto virile, detto Teofilo Folengo
- Lorenzo Lotto – Susanna e i vecchioni
- Lorenzo Lotto – Ritratto di giovane
- Lorenzo Lotto – Sacra famiglia con i santi Girolamo e Anna
- Giovanni Girolamo Savoldo – Trasfigurazione
- Paolo Pino – Ritratto di gentiluomo
- Sofonisba Anguissola (?) – Ritratto di ignoto
- Girolamo Figino – Madonna col Bambino e le sante Margherita e Maddalena
- Giulio Campi – Ritratto di suonatore
- Giulio Campi (?) – Ritratto di Galeazzo Campi
- Camillo Boccaccino (?) – Testa di vecchio

## Saal 35
(Sala 35 del Barocci e della Controriforma toscana)
- Santi di Tito – Bene scripsisti de me, Thoma
- Ludovico Buti – Assunzione della Vergine
- Alessandro Allori – Cristo morto pianto da Maria e dagli angeli
- Domenico Cresti detto il Passignano – San Luca che dipinge Maria
- Federico Barocci – Madonna della gatta
- Federico Barocci – Madonna del Popolo
- Ludovico Cardi detto il Cigoli – San Francesco riceve le stigmate
- Gregorio Pagani – Cristo nella casa di Marta e Maria
- Bernardino Poccetti – Apparizione della Madonna col Bambino ai Santi Nicola di Bari e Bruno
- Jacopo Chimenti detto l’Empoli – Martirio di Santa Barbara
- Ludovico Cardi detto il Cigoli – Deposizione

## Saal 41
(Vestibolo d’uscita e sala 41 (deposito))
- Officina romana – Testa di gigante morente
- Officina romana – Spinario
- Officina romana – Fanciulla seduta pronta alla danza
- Officina romana – Ara del Sacrificio di Ifigenia

## Saal 42
(Sala 42 della Niobe)

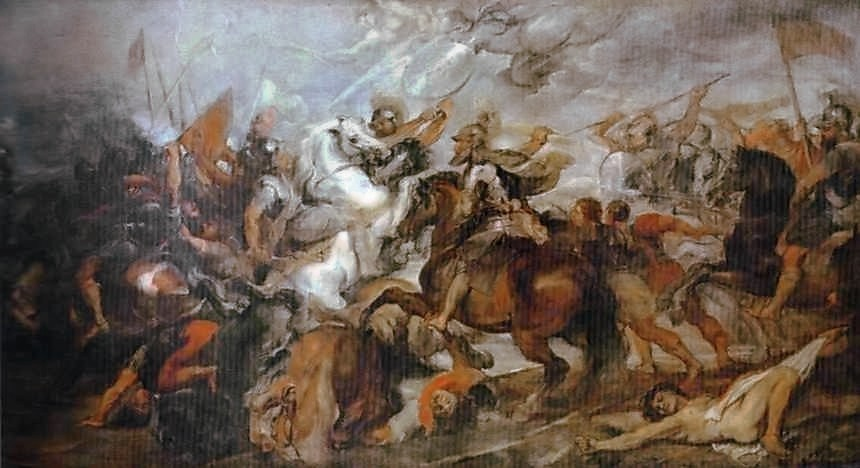
Peter Paul Rubens: Enrico IV alla battaglia di Ivry

- Officina romana – Niobide che sale su una roccia, replica di età romana da un originale di età tardo ellenistica
- Officina romana – Statua di Psiche, replica di età romana da un originale di età tardo ellenistica
- Officina romana – Niobide che sale su una roccia, replica di età romana da un originale di età tardo ellenistica
- Officina romana – Statua di musa "Anchyrrohe", replica di età romana da un originale di età tardo ellenistica
- Officina romana – Niobide maggiore, replica di età romana da un originale di età tardo ellenistica
- Officina romana – Pedagogo, replica di età romana da un originale di età tardo ellenistica
- Officina romana – Figlia di Niobe corrente, replica di età romana da un originale di età tardo ellenistica
- Officina romana – Statua del "Narkissos", replica di età romana da un originale di età tardo ellenistica
- Officina romana – Sarcofago: Vita di un generale romano, replica di età romana da un originale di età tardo ellenistica
- Officina romana – Statua di musa restaurata come Niobide, replica di età romana da un originale di età tardo ellenistica
- Officina romana – Statua di ninfa o musa "Trophos" dei Niobidi, replica di età romana da un originale di età tardo ellenistica
- Officina romana – Gruppo di Niobe e della figlia minore, replica di età romana da un originale di età tardo ellenistica
- Officina romana – Figlia di Niobe corrente, replica di età romana da un originale di età tardo ellenistica
- Officina romana – Niobide minore, replica di età romana da un originale di età tardo ellenistica
- Officina romana – Niobide che sale su una roccia, replica di età romana da un originale di età tardo ellenistica
- Officina romana – Niobide caduto sul ginocchio sinistro, replica di età romana da un originale di età tardo ellenistica
- Officina romana – Niobide caduto sul ginocchio sinistro, replica di età romana da un originale di età tardo ellenistica
- Officina romana – Niobide morente, replica di età romana da un originale di età tardo ellenistica
- Peter Paul Rubens – Enrico IV alla battaglia di Ivry
- Peter Paul Rubens – Ingresso trionfale di Enrico IV a Parigi
- Giusto Sustermans – Giuramento del Senato fiorentino a Ferdinando II de’ Medici
- Giuseppe Grisoni – Ratto di Proserpina

## Saal 43
(Sala 43 del Seicento italiano ed europeo)
- Sigismondo Coccapani – Suonatore di flauto
- Annibale Carracci – Autoritratto di profilo
- Annibale Carracci – Venere, satiro e amorini
- Mattia Preti – Vanitas
- Guercino – Sibilla Samia
- Domenichino – Ritratto del Cardinale Agucchi
- Domenico Feti – Ecce Homo
- Bernardo Strozzi – Tributo della moneta
- Giusto Suttermans – Due contadine e un negro

## Saal 44
(Sala 44 di Rembrandt e dei Fiamminghi del Seicento)

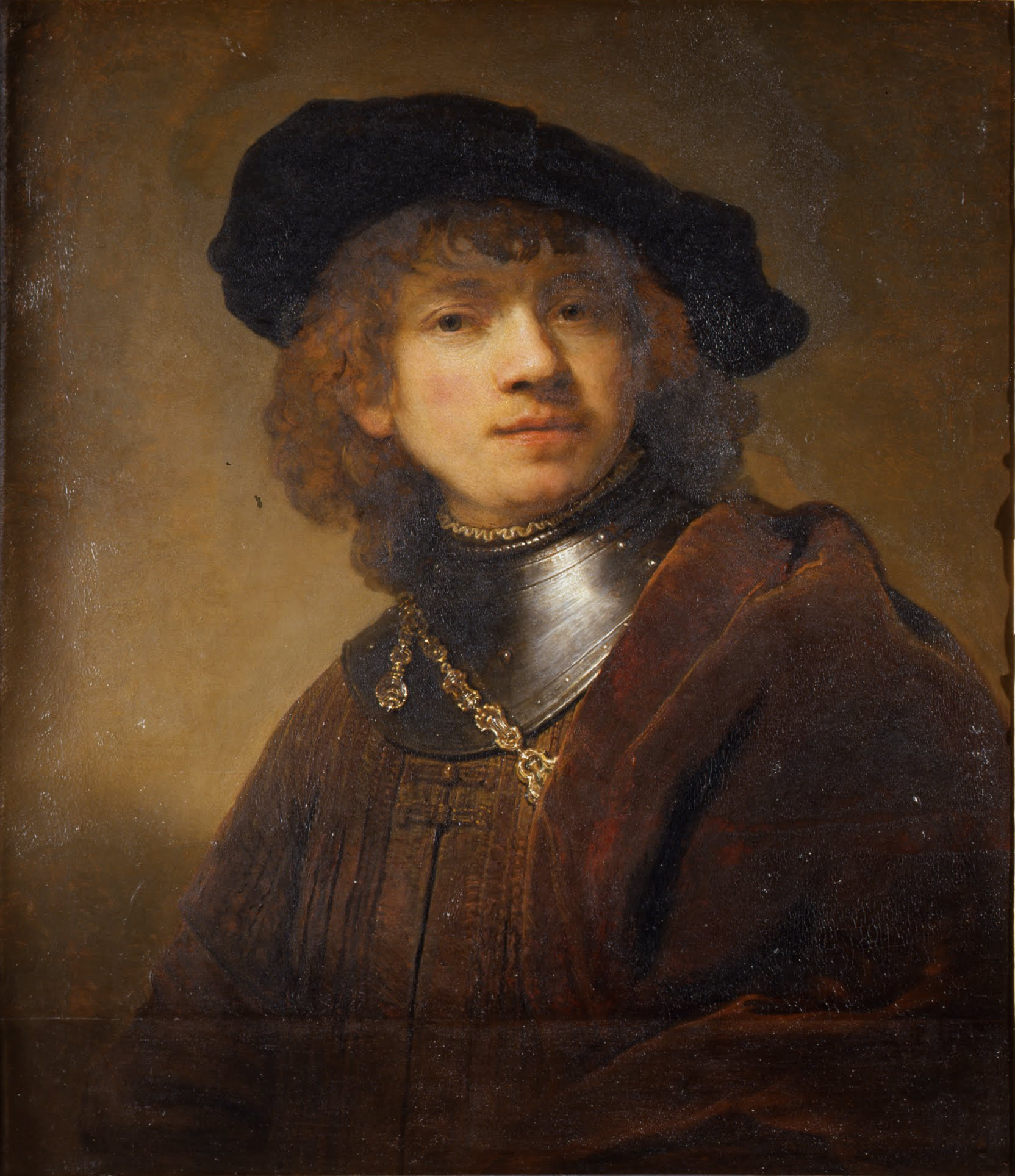
Rembrandt van Rijn (zugeschrieben): Selbstbildnis

- Frans van Mieris der Ältere – Due vecchi a tavola
- Gerrit Berckheyde – Autoritratto
- Gabriel Metsu – Dama che accorda il liuto
- Hendrick Pot – L’avaro
- Abraham Mignon – Natura morta
- Pieter Codde – Riunione conviviale
- Gerrit Dou – Venditrice di frittelle
- Jan van der Heyden – La piazza del palazzo di città ad Amsterdam
- Adriaen van der Werff – Adorazione dei pastori
- Pieter Codde – Riunione musicale
- Gerrit Berckheyde – Il Groote Markt di Haarlem
- Rembrandt van Rijn (zugeschrieben) – Selbstbildnis
- Rembrandt van Rijn – Ritratto di vecchio, detto Il rabbino
- Rembrandt van Rijn – Autoritratto da vecchio
- Herman van Swanevelt – Paesaggio con figure
- Michiel van Mierevelt – Ritratto di gentiluomo
- Michiel van Mierevelt – Ritratto di gentildonna
- Jacob van Ruisdael – Paesaggio con pastori e contadini
- Hercules Pietersz Seghers – Paesaggio montuoso

## Saal 45
(Sala 45 del Settecento italiano ed europeo)
- Jean Baptiste Siméon Chardin – Fanciulla col volano
- Jean Baptiste Siméon Chardin – Fanciullo col castello di carte
- Jean Marc Nattier – Maria Zeffirina di Francia
- Jean Etienne Liotard – Maria Adelaide di Francia vestita alla turca
- Francisco Goya – Ritratto della contessa di Chinchòn
- Francisco Goya – Ritratto di Maria Teresa di Vallabriga a cavallo
- Giuseppe Maria Crespi – La pulce
- Giuseppe Maria Crespi – Ritratto del pittore Giovanni Sorbi (?)
- Giuseppe Maria Crespi – Amore e Psiche
- Alessandro Magnasco – Refezione di zingari
- Giovanni Paolo Pannini – La piscina di Betsaida
- Alessandro Longhi – Ritratto di gentildonna
- Pietro Longhi – La confessione
- Canaletto – Capriccio lagunare con una tomba
- Canaletto – Capriccio lagunare con casa e campanile
- Canaletto – Veduta del Palazzo Ducale di Venezia
- Canaletto – Veduta del Canal Grande
- Francesco Guardi – Capriccio con ponti su un canale
- Francesco Guardi – Capriccio con arco e pontile
- Alessandro Longhi – Ritratto di magistrato
- Giambattista Tiepolo – Rinaldo si specchia nello scudo di Ubaldo
- Giambattista Tiepolo – Rinaldo abbandona Armida
- Rosalba Carriera – Ritratto di Felicita Sartori (?)

## Verone sull’Arno
- Bartolomeo Ammannati – Marte gradivo
- Officina neoattica – Vaso Medici
- Giacomo del Duca – Sileno e Bacco fanciullo

## Caravaggio-Saal
(Sala del Caravaggio)
- Pittore caravaggesco del secolo XVII – Doppio ritratto
- Artemisia Gentileschi – Giuditta decapita Oloferne
- Michelangelo Merisi da Caravaggio – Sacrificio di Isacco
- Battistello Caracciolo – Salomè con la testa del Battista
- Caravaggio – Bacco
- Caravaggio – Medusa
- Artemisia Gentileschi – Santa Caterina d’Alessandria

## Bartolomeo Manfredi-Saal
(Sala di Bartolomeo Manfredi)
- Pittore caravaggesco XVIII secolo – Concerto musicale (copia da Bartolomeo Manfredi)
- Bartolomeo Manfredi – Tributo a Cesare
- Bartolomeo Manfredi – Cristo deriso
- Bartolomeo Manfredi – Disputa con i dottori
- Bartolomeo Manfredi – Carità romana

## Gherardo delle Notti-Saal
(Sala di Gherardo delle Notti)
- Gherardo delle Notti – Adorazione del Bambino
- Gherardo delle Notti – Cena con suonatore di liuto
- Gherardo delle Notti – Cena con sponsali
- Gherardo delle Notti – La buona ventura

## Caravaggeschi-Saal
(Sala dei Caravaggeschi)
- Siena mit Francesco Rustici;
- Roma mit Spadarino;
- La Francia mit Nicolas Régnier;
- L’Olanda mit Matthias Stomer.

## Bartolomeo Manfredi-Saal
(Sala di Bartolomeo Manfredi)
- Matthias Stomer – Annunciazione
- Francesco Rustici – Morte di Lucrezia
- Nicolas Régnier – Scena di gioco con indovina
- Pittore caravaggesco – Liberazione di San Pietro dal carcere
- Spadarino – Convito degli dei

## Guido Reni-Saal
(Sala di Guido Reni)
- Guido Reni – David con la testa di Golia
- Guido Reni – Madonna col Bambino e le Sante Lucia e Maddalena (Madonna della neve)
- Guido Reni – Estasi di sant’Andrea Corsini

## Saal der Zeichnungen und Drucke
(Gabinetto dei disegni e delle stampe)
Anmerkung: Die Liste enthält nur eine sehr kleine Auswahl und beschränkt sich auf die ständige Sammlung.